# Javier Milei
Javier Gerardo Milei (Buenos Aires, 22 de octubre de 1970) es un economista, político y docente argentino. Es el presidente de la Nación Argentina desde el 10 de diciembre de 2023 y líder del partido político La Libertad Avanza.
Desde 2021 hasta 2023 se desempeñó como diputado nacional por la Ciudad Autónoma de Buenos Aires, al haber sido elegido en las elecciones legislativas de ese mismo año, cuando decidió iniciar su carrera como político. Con vistas a las elecciones presidenciales de 2023, se postuló como candidato, obteniendo el 29.86 % de los votos válidos totales en las primarias del 13 de agosto, siendo el precandidato con mayor cantidad de votos en todo el país y en dieciséis de los veinticuatro distritos electorales.
En el balotaje presidencial del 19 de noviembre de 2023, Milei obtuvo 14 554 560 votos, y se convirtió en presidente para el período 2023-2027. Triunfó en 20 de los 24 distritos electorales, siendo derrotado únicamente en las provincias de Chaco, Formosa, Santiago del Estero y Buenos Aires.
Milei es conocido por su personalidad extravagante, estilo personal distintivo y fuerte presencia en los medios. Ha sido descrito por algunos medios como un político de extrema derecha, populista de derecha o libertario de derecha. En lo social, varias de sus posiciones políticas han sido descritas como conservadoras o ultraconservadoras. En lo económico, apoya la economía del laissez-faire, además de afirmar que es anarcocapitalista en la teoría y minarquista en la práctica.

## Biografía

### Vida personal
Javier Gerardo Milei nació en el barrio de Palermo, Buenos Aires, el 22 de octubre de 1970, siendo el hijo mayor del matrimonio entre Norberto Horacio Milei (n. 1945), y Alicia Luján Lucich (n. 1950). Por su familia paterna Milei era nieto y tataranieto de inmigrantes italianos (su abuelo paterno Francesco Milei era oriundo de la provincia de Cosenza, en la región italiana de Calabria), mientras que por vía materna su origen es croata e italiano. Entre sus parientes se destaca el criminólogo Juan Vucetich, primo tercero de Esteban Lucich, bisabuelo de Javier Milei y el periodista Rodrigo Lussich.
Al momento de nacer, su padre se desempeñaba como chofer de colectivos de la línea 111. Posteriormente comenzó a adquirir unidades, fundando la empresa Teniente General Roca SA, que tuvo a su cargo las líneas 21 y 108, hasta su venta al grupo DOTA en 2007. En una entrevista en 2018, manifestó que sufrió violencia física y psicológica por parte de sus progenitores, lo que lo llevó a distanciarse de ellos, y a refugiarse en las figuras de su abuela materna Elia, hija de italianos, y de su hermana menor, Karina, con quien tiene una relación estrecha y es su principal consejera. Dictada la cuarentena durante el gobierno de Alberto Fernández, se hizo cargo de la manutención de sus padres y recompuso su relación.
Realizó sus estudios primarios y secundarios en el colegio Cardenal Copello, del barrio de Villa Devoto. Posteriormente se mudó con su familia a la localidad de Sáenz Peña, provincia de Buenos Aires. En su infancia jugó al fútbol en la posición de portero, primero en los clubes de barrio Alvear y El Ideal, y luego en las divisiones inferiores del Club Atlético Chacarita Juniors, entre 1983 y 1989, llegando a la cuarta división. Por la situación económica del país, abandonó el club y armó una banda de rock, Everest, en la cual tocaban canciones de The Rolling Stones en bares del barrio de Palermo, siendo cantante y compositor de temas propios.
Intrigado por el colapso de la tablita cambiaria de Martínez de Hoz y la hiperinflación, decidió dedicarse a estudiar matemáticas en la Universidad de Belgrano recibiéndose como licenciado en económicas en 1993, con un promedio de 9.43. Posteriormente hizo el posgrado en Teoría Económica en el Instituto de Desarrollo Económico y Social (IDES); y el posgrado en Economía de la Universidad Torcuato di Tella. En diciembre del año 2022, recibió un doctorado honoris causa del Instituto Universitario ESEADE. El título fue entregado por el doctor en Economía y doctor en Ciencias de Dirección, Alberto Benegas Lynch.
Entre 2018 y 2019 fue pareja de la cantante Daniela Mori, mientras que entre 2023 y 2024 estuvo con la humorista e imitadora Fátima Flórez. Anteriormente había declarado ser un defensor del amor libre y haber participado en varios tríos, además de ser instructor de tantra (en términos suyos, «capaz de permanecer tres meses sin eyacular»). En 2004 adopta un mastín inglés que bautiza con el nombre de Conan, oriundo de la provincia de Córdoba. Posteriormente presentó a sus «hijos de cuatro patas»: Milton, Murray, Robert y Lucas, a quienes bautizó con los nombres de economistas que tiene de referentes: Milton Friedman, Murray Rothbard y Robert Lucas. Sobre esto, la empresa estadounidense PerPETuate informó que en realidad su perro Conan falleció y fue clonado cinco veces, colocándoles los nombres de los economistas anteriormente mencionados y un nuevo Conan, en 2017.

### Trayectoria profesional
Durante su cuarto año en la facultad, entre el 22 de diciembre de 1992 y el 22 de junio de 1993, Milei se desempeñó como pasante en el Banco Central de la República Argentina. Entre 1994 y 1995 fue asesor del exgobernador de facto de Tucumán, el exgeneral de división Antonio Domingo Bussi, condenado por delitos de lesa humanidad, cuando fue convencional constituyente en 1994, trabajando en proyectos de ley ligados a la industria cítrica y azucarera.
En 2004 se inició como catedrático de Macroeconomía, Economía del crecimiento, Microeconomía, Teoría monetaria, Economía monetaria, Teoría financiera y Matemáticas para economistas en universidades del extranjero y argentinas como la Universidad de Buenos Aires y la UADE. En la UADE, Milei daba clases en la materia de Política Monetaria y Fiscal, donde la agresividad y los insultos que tenía contra los alumnos hizo que una alumna lo denunciara ante las autoridades de dicha casa de estudio y el Ministerio de Educación por dichos tratos. La decisión de la universidad fue despedir a Milei.
En el ámbito privado, se desempeñó como economista sénior en el banco HSBC entre 1996 y 2002, y luego, entre 2002 y 2003, como economista jefe de Máxima AFJP. En 2004 fue economista jefe en el Estudio de Miguel Ángel Broda. Además, en 2007, fue asesor del Estado argentino en el Centro Internacional de Arreglo de Diferencias Relativas a Inversiones (CIADI), ante cinco casos ante empresas privadas por políticas implementadas luego de la devaluación tras la crisis de diciembre de 2001. Fue miembro del B20 -instancia consultiva del sector empresarial en el G20-, del Grupo de Política Económica de la Cámara de Comercio Internacional y del Foro Económico Mundial. Entre 2008 y 2021 fue ejecutivo de riesgos de inversión en la Corporación América de Eduardo Eurnekián, un holding que, entre otras empresas, es dueña de Aeropuertos Argentina 2000, que tiene a cargo 35 aeropuertos de Argentina.
En 2012 conoce al expresidente del banco Provincia de Buenos Aires, Guillermo Francos, quien lo contrata como director de la división de Estudios Económicos de la Fundación Acordar, un think tank de ideas liberales que apoyó, primero, la candidatura presidencial del gobernador de Buenos Aires, Daniel Scioli; y luego, entre 2013 y 2015, al Frente Renovador de Sergio Massa. Parte de ese trabajo fue compilado por los economistas Diego Giacomini, a quien conoce desde 2005 y coautor de cuatro libros, y Federico Ferrelli Mazza, y publicado en 2014 bajo el título Política económica contrarreloj.

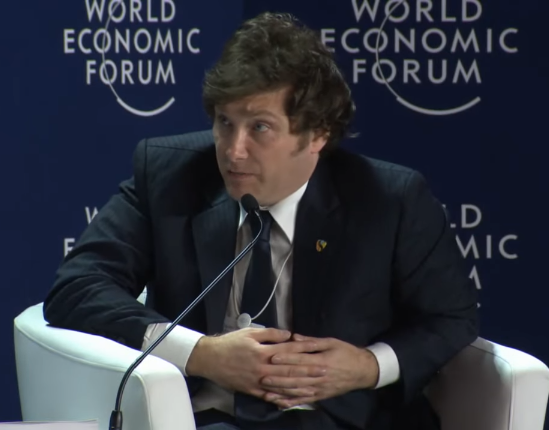
Milei en 2014 participando de una exposición en el Foro Económico Mundial.

### Trayectoria mediática
A partir de 2010 comenzó a realizar notas de opinión para los diarios La Nación, El Cronista e Infobae, donde criticaba la política económica de los gobiernos de Cristina Fernández de Kirchner, denunciando que en cuanto a la política fiscal «la regla ha sido la compulsión por gastar, donde la única forma de bajar el gasto» era con la inflación. También mencionó la aparición de una «mayoría silenciosa» que pedía cambios y cuyas consignas llamó «la agenda del crecimiento», estimando que si se cumple, el país alcanzaría a los Estados Unidos, en términos de producto bruto interno, «en un lapso que oscila entre 50 y 75 años». Esos puntos, enumera Milei, son:

El respeto de la ley, la protección de los derechos de propiedad, la innovación tecnológica, la apertura comercial, la existencia de precios libres que guían la asignación de recursos y el diseño de una política económica que preserve el equilibrio fiscal junto a una política monetaria que defienda el valor de la moneda.

En 2015, su trabajo llamó la atención de Guillermo Nielsen, exsecretario de Finanzas de la Nación, que lo convocó, junto a Giacomini como invitado de Hora Clave, programa conducido por Mariano Grondona, siendo su primera aparición en televisión. Experto en temas de exponencialidad y singularidad, comenzó a dar entrevistas en diversos programas de televisión y radio de actualidad, como Animales Sueltos (conducido por Alejando Fantino) e Intratables, ambos en el canal América. En años siguientes, durante el gobierno de Mauricio Macri, fue invitado a distintos medios de comunicación para que brindase un análisis sobre la coyuntura económica, abogaba por una menor intervención del Estado en la economía, reinvindicaba la convertibilidad de Carlos Menem y Domingo Cavallo, y se oponía al keynesianismo, movimiento que abandonó durante la crisis económica mundial de 2008, cuando adoptó el liberalismo económico. 

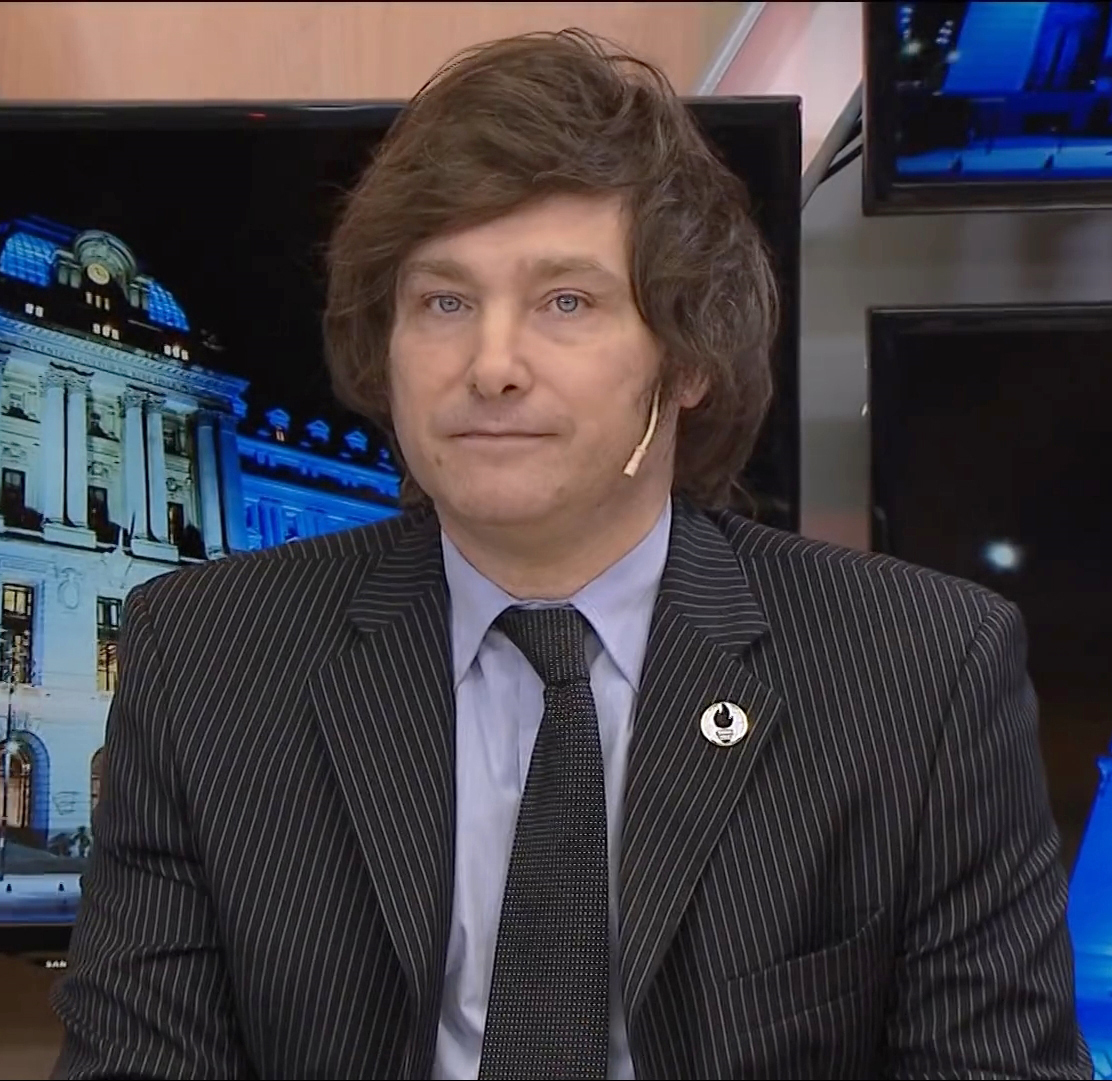
Milei en 2019 durante una entrevista en TN, sobre eliminar el Banco Central.

Con su verborragia, Milei participaba de los debates en dichos programas, definiéndose como «libertario austríaco con fuerte base matemática y especialista en dinero y crecimiento». Se ha caracterizado por su manera de debatir, su forma de expresarse y sus enfrentamientos con periodistas y políticos. Su personalidad y sus interacciones, tanto en los medios de comunicación como en las redes sociales, así como su alborotado peinado, lo hicieron conocido por el público, sobre todo por su uso de palabras malsonantes, insultos e interjecciones. A partir de la alta exposición y su forma de comunicar sus contenidos analíticos, su teoría económica y su pensamiento ideológico, terminó siendo uno de los economistas conocidos por el gran público.
Desde 2017 hasta 2022 Milei fue el anfitrión de su propio programa de radio semanal llamado Demoliendo mitos. En 2018 debutó como actor en su propia obra de teatro llamada El consultorio de Milei, con Claudio Rico y Diego Sucalesca. La obra fue dirigida por Nito Artaza. En 2019, la revista Noticias lo ubicó en el puesto 27 entre las 100 personas más influyentes de la Argentina. La lista, de publicación anual, estuvo encabezada ese año por la expresidenta Cristina Fernández de Kirchner e incluyó personas pertenecientes a todos los ámbitos de la vida nacional. En 2021, la misma revista lo ubicó en el 4° puesto entre las 100 personas más influyentes del país. Entre 2022 y 2023, Milei fue el anfitrión de su propio programa de televisión en línea denominado Cátedra libre.

## Pensamiento

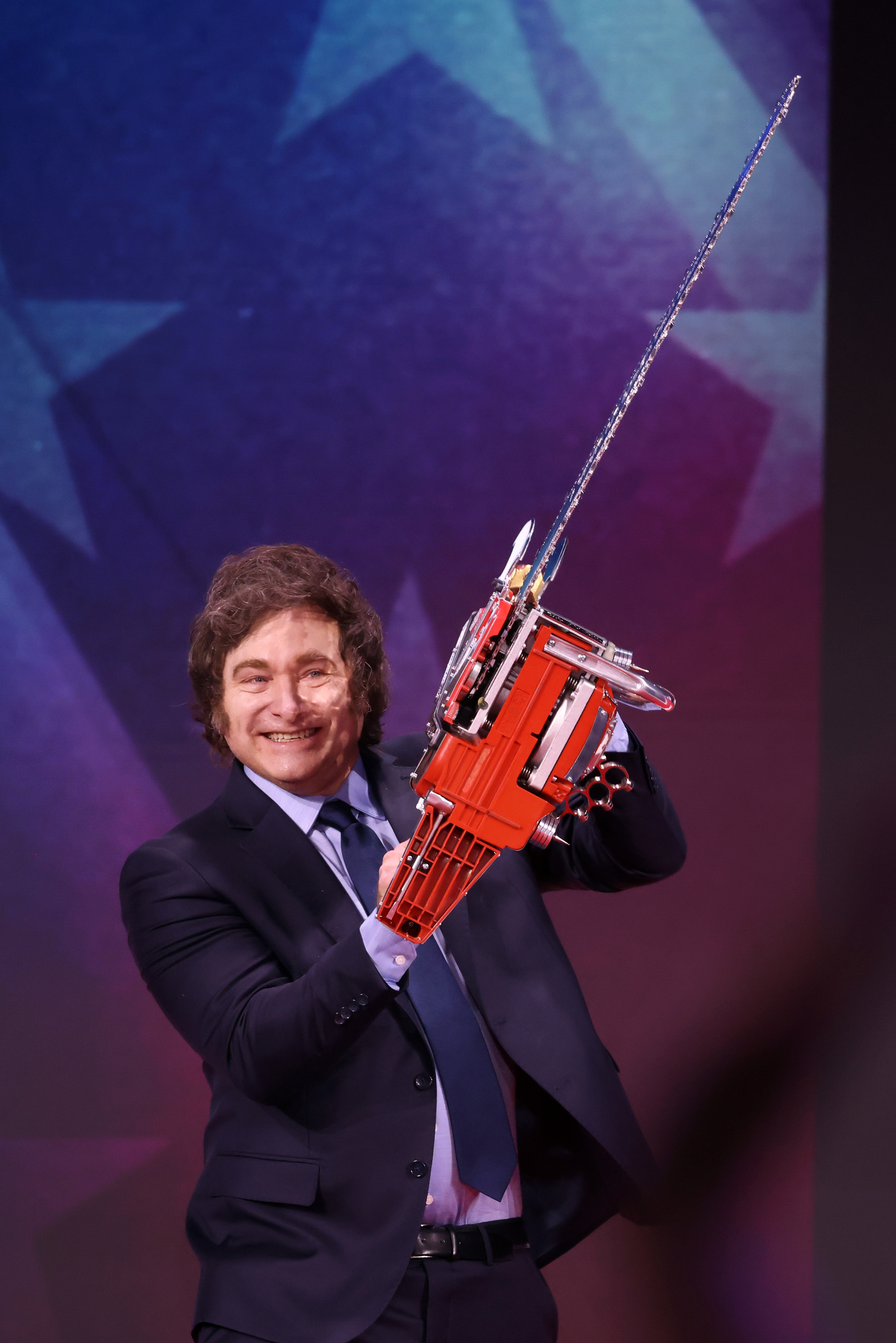
Milei con una motosierra en sus manos en febrero de 2025. La motosierra ha sido utilizada por Milei como símbolo del achicamiento del Estado argentino bajo su mandato.

### Caracterización político-ideológica
Comúnmente es definido por medios de comunicación internacionales como un político de extrema derecha, en tanto que medios nacionales argentinos y consultores políticos de ese país lo describen de ese mismo modo o como un «populista de derecha» o de «derecha libertaria». Milei es seguidor de los postulados formulados por los economistas de la escuela austriaca y se autodenomina como «anarcocapitalista en la teoría», «liberal-libertario» y «minarquista en la vida real», aunque varias de sus posiciones políticas han sido descritas como conservadoras o ultraconservadoras.
En 2024, Milei definió su tarea como presidente de Argentina simplemente como «un trabajo más». Más adelante, afirmó que su misión es la de un «topo» que busca «destruir el Estado» argentino «desde adentro».
Durante el período previo a las elecciones presidenciales de 2023, académicos y políticos de la oposición críticos definieron las posturas de Milei de «fascistas» o «neofascistas» como los dirigentes políticos de partidos y movimientos sociales como la UCR, Nuevo MAS, Izquierda Socialista, Coalición Cívica, Partido Obrero, PRO, el diputado provincial del Frente Justicialista Pampeano Leonardo Fabio Avendaño, Ernesto Tenembaum, los sindicatos, como la Central de Trabajadores de la Argentina (CTA), la Asociación Trabajadores del Estado (ATE) y la Asociación Pampeana de Escritorxs (APE), el organismo de DDHH la Asamblea Desobediente, y escritores e intelectuales como Ricardo Forster, Beatriz Sarlo y Alberto Kornblihtt. Otros lo han asociado a ideas del nazismo como el director de Editorial Perfil Gustavo González, Jorge Fontevecchia y Jaime Durán Barba. La afirmación de Milei de que sus seguidores son superiores a los izquierdistas en lo productivo, en lo moral y en lo estético (declarada en 2021, en una entrevista con Viviana Canosa) fue interpretada por algunos periodistas como una declaración de superioridad racial —pese a referirse a la estética arquitectónica— concepto utilizado como argumento fundamental y bandera por el nazismo, lo que motivó una denuncia por parte de Milei en contra de dichos periodistas (véase Agresiones y cruces con periodistas y políticos).

### Feminismo, sociedad y familia
Milei declara estar en contra del aborto, incluso en casos donde una mujer o una niña fue abusada sexualmente y lo llama un «asesinato agravado por el vínculo», a excepción de que la vida de la madre corra peligro. Esto es debido a que considera que «la mujer puede elegir sobre su cuerpo, pero lo que tiene dentro del vientre no es su cuerpo, es otro individuo», y esto atenta contra «el principio de no agresión». Incluso ha declarado que, en caso de que llegara a la presidencia, llamaría a un plebiscito para que la población decida su continuidad. También se opone a la ESI o educación sexual integral en las escuelas, y menciona que dicha educación le «deforma la cabeza a la gente», y asegura que si se convierte en presidente, la va a eliminar. En el pasado, asimismo, Milei se mostró a favor de la legalización de las drogas y de la apertura a la inmigración, siempre que no impliquen un gasto para el Estado. Afirmó que no ve «nada malo en pagar por sexo, es una transacción libre». A su vez, se ha manifestado a favor de la libre portación de armas sin ningún tipo de intervención estatal que la limite.
Milei es promotor de la teoría conspirativa del marxismo cultural. El 14 de mayo de 2022, durante la presentación de su libro El camino del libertario en la 46.ª edición de la Feria Internacional del Libro de Buenos Aires, afirmó: «no tengo porqué sentir vergüenza de ser un hombre blanco, rubio de ojos celestes» y «no le voy a conceder nada al marxismo cultural». El legislador del Partido Obrero, Gabriel Solano criticó estas declaraciones como «machirulas» y comparó a Milei con un supremacista blanco que cometió un tiroteo en Búfalo, Estados Unidos. Milei ha relacionado el marxismo cultural con el Ministerio de la Mujer y afirmó que si era elegido presidente, cerraría ese ministerio (lo cual terminó ocurriendo). Sobre el matrimonio, Milei dice que se opone al «matrimonio como institución», aunque ha dicho que apoya el matrimonio igualitario y considera que la homosexualidad es «la elección de cada uno», afirmando: «¡Qué me importa a mí cuál es tu elección sexual! [...] Supongamos que vos querés estar con un elefante... bueno, si tenés el consentimiento del elefante, problema tuyo y del elefante».

### Ambiente
Respecto al fenómeno del calentamiento global, Milei niega su existencia y señala que es un “invento del marxismo cultural y del socialismo”. En el debate presidencial de 2023 volvió a afirmar que «todas esas políticas que culpan al ser humano del cambio climático son falsas», al igual que en su intervención en el Foro de Davos de 2024, ya como presidente. En agosto de 2023, en una disertación en el Congreso Económico Argentino, argumentó que «una empresa puede contaminar un río todo lo que quiera» y que el problema de fondo radica en que no haya «derechos de propiedad sobre el agua», de forma que «cuando falte el agua, alguien va a ver un negocio ahí y va a reclamar los derechos de propiedad» y entonces «ahí sí se termina la contaminación». Estas declaraciones fueron criticadas por la entonces presidenta de la empresa estatal de agua y saneamiento AySA, Malena Galmarini, así como por varios referentes políticos de Juntos por el Cambio.

### Economía
Milei se autodefine como libertario y anarcocapitalista, defendiendo la vida, la libertad y la propiedad privada como únicos valores supremos por encima de la igualdad, que sólo reconoce en su faceta de igualdad ante la ley. Uno de sus referentes principales es Alberto Benegas Lynch, del cual adopta su definición del liberalismo como el «respeto irrestricto del proyecto de vida del prójimo basado en el principio de no agresión en defensa al derecho a la vida, a la libertad, y a la propiedad», como lo consigna en su libro titulado El camino del libertario. Sobre la escuela austríaca, afirmó que «la claridad conceptual de los austriacos es superlativa y domina fuertemente al resto de las escuelas». Considera al capitalismo de libre empresa, fundamentado en «la propiedad privada, los mercados libres de intervención estatal, la libre competencia, la división del trabajo y la cooperación social», como el sistema «posible para terminar con la pobreza del mundo» y el único «moralmente deseable» para lograrlo. A la inversa, afirma que la intervención del Estado es perjudicial y que el socialismo o colectivismo es un «fenómeno empobrecedor». Es partidario de la eliminación del Banco Central de la República Argentina y su reemplazo por un sistema de banca Simons, acompañado por una libre competencia de monedas en que, según él, «a la luz de la historia argentina, la moneda elegida por los argentinos sería el dólar».

### Política argentina
En materia de política argentina, cuestiona los gobiernos y políticas aplicadas por radicales, justicialistas y militares como por ejemplo Hipólito Yrigoyen, Raúl Alfonsín, Juan Domingo Perón, Cristina Fernández de Kirchner, Mauricio Macri (por, según Milei, «rodearse de gente incorrecta») y Alberto Fernández, mientras que elogia algunas medidas del primer gobierno de Carlos Menem (a quien considera el «mejor presidente de la historia») y su ministro de economía Domingo Cavallo. Además de eso, homenajeó en múltiples ocasiones a Juan Bautista Alberdi, a las presidencias históricas de Bartolomé Mitre, Domingo Faustino Sarmiento y Nicolás Avellaneda; y a la Generación del 80. Ha sostenido repetidas veces que Argentina fue «primera potencia mundial» durante los gobiernos de finales del siglo XIX y comienzos del XX, pero que ese ciclo de crecimiento económico se truncó a partir del advenimiento de los primeros gobiernos militares y, fundamentalmente, del peronismo, a cuya principal bandera, la justicia social, la caracteriza como «intrínsecamente injusta» y «violenta». Otras fuentes han cuestionado la base sobre la que Milei hace estas afirmaciones y califican a estas de falsas o equivocadas.
Ha sido acusado de negacionista por sostener que «no fueron 30 000», refiriéndose a la cifra de desaparecidos del terrorismo de Estado durante el Proceso de Reorganización Nacional. Finalmente, aclararía que condena la dictadura pero que también se debería condenar a los guerrilleros de la época. Además, dijo que durante ese tiempo hubo una «guerra» entre el Estado y el terrorismo. Milei volvió a ratificar su postura en el debate presidencial del 1 de octubre de 2023 al afirmar que el número de desaparecidos es 8753, cifra que se aproxima a la declarada por la CONADEP en 1984, aunque años después se dieron a conocer documentos en los que el ejército reconoció haber hecho desaparecer a 22 000 personas entre 1975 y mediados de 1978; cuando aún faltaban 5 años para el fin de la dictadura militar, por lo que las organizaciones de derechos humanos estiman en 30 000 el número total de desaparecidos.

Lo primero que hay que reconocer es que el número de 30 000 es una mentira. No fueron 30 000 desaparecidos. Te metes en la Secretaría de Derechos Humanos y no son 30 000. ¿Por qué vas a estar partiendo de un número que no es cierto? ¿Por qué mentís sobre el número?

Hay claros motivos por los cuales se miente sobre el número. Tiene que ver con una cuestión de caja. Entonces estás ensuciando una causa noble por una cuestión de caja. Lo otro que hay que entender es que era una guerra. Mira si en este momento alguien va y te pone una bomba y volaste por los aires, ¿te parece bien eso?

El problema es que el Estado, cuando participa de estos conflictos, tiene que operar dentro de un marco, porque es el que tiene el monopolio de la violencia. Entonces, lo que hizo el terrorismo es gravísimo. Ahora lo que hizo el Estado fue peor todavía. ¿Qué quiere decir esto? Que hubo una guerra, sí. Pero los abusos cometidos por el Estado son peores. Pero de ahí a decir que eran jóvenes idealistas y que era buena gente hay un abismo.

Durante la pandemia de COVID-19, hasta octubre de 2021, Milei se manifestó en contra de la aplicación de las vacunas, así como también de las medidas sanitarias del aislamiento social preventivo y obligatorio que el gobierno nacional había desplegado para evitar la circulación y el contagio del coronavirus. En noviembre de ese año decidió vacunarse, alegando que, de no hacerlo, no podría trabajar en países extranjeros, pues uno de los requisitos para el ingreso era el de haber acreditado la vacunación contra la COVID-19. Durante el último debate presidencial previo a las elecciones, Milei afirmó que el gobierno nacional presidido por Alberto Fernández es culpable de crímenes de lesa humanidad por haber tomado las medidas sanitarias en el contexto de la pandemia.

### Política internacional

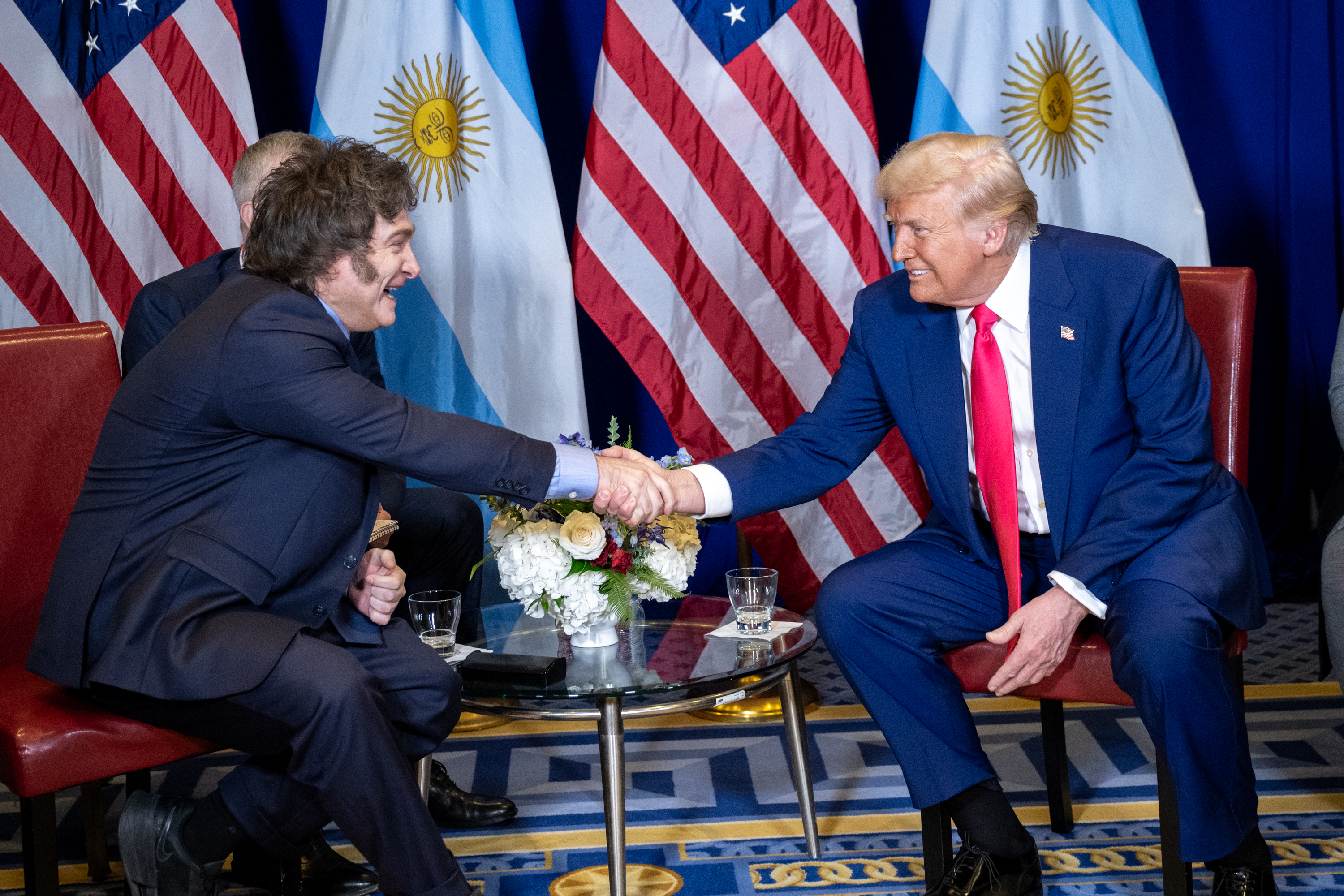
Milei con Donald Trump en febrero de 2025

En materia de política exterior, Milei es seguidor del exmandatario brasileño Jair Bolsonaro (ha mantenido vínculos, sobre todo, con su hijo Eduardo) y del presidente estadounidense Donald Trump. También es cercano al partido político español de extrema derecha Vox y al político de derecha o extrema derecha, y excandidato presidencial chileno José Antonio Kast. Plantea una «ideologización» de las relaciones diplomáticas, proponiendo el congelamiento de las relaciones bilaterales con naciones como China, Rusia y Brasil, a las que califica como «comunistas», y manifiesta un alineamiento internacional con Estados Unidos, particularmente con el Partido Republicano de Donald Trump. Sin embargo, avala los negocios por parte de los privados entre todas las naciones.
Milei mantiene una postura de apoyo a la autodeterminación y el derecho a un estado-nación para el pueblo judío y, por lo tanto, a la existencia del Estado de Israel.

Las autoridades del Estado de Israel, quienes están ejerciendo el legítimo derecho a defenderse de los ataques genocidas por parte de organizaciones terroristas como Hamás y Hezbolá, lejos están de ser criminales. Por el contrario, intentan salvar a la población de su país del exterminio. Israel enfrenta una agresión brutal, una toma de rehenes inhumana, y el lanzamiento indiscriminado de ataques contra su población.

Argentina votó en contra de la integración plena de Palestina en la ONU.
Milei sostiene que las Islas Malvinas, Islas Georgias del Sur e Islas Sandwich del Sur están «en manos de Reino Unido», en la Constitución argentina se «ratifica su legítima e imprescriptible soberanía» junto a «los espacios marítimos e insulares correspondientes por ser parte integrante del territorio nacional» y su «recuperación y ejercicio de la soberanía constituye un objetivo permanente e irrenunciable del pueblo argentino». Sostuvo que no dejaría de reclamar por las Islas Malvinas, Islas Georgias del Sur e Islas Sandwich del Sur aunque, según el, podría llevar «décadas» intentar recuperar la soberanía y que no busca un conflicto con el Reino Unido.

### Religión

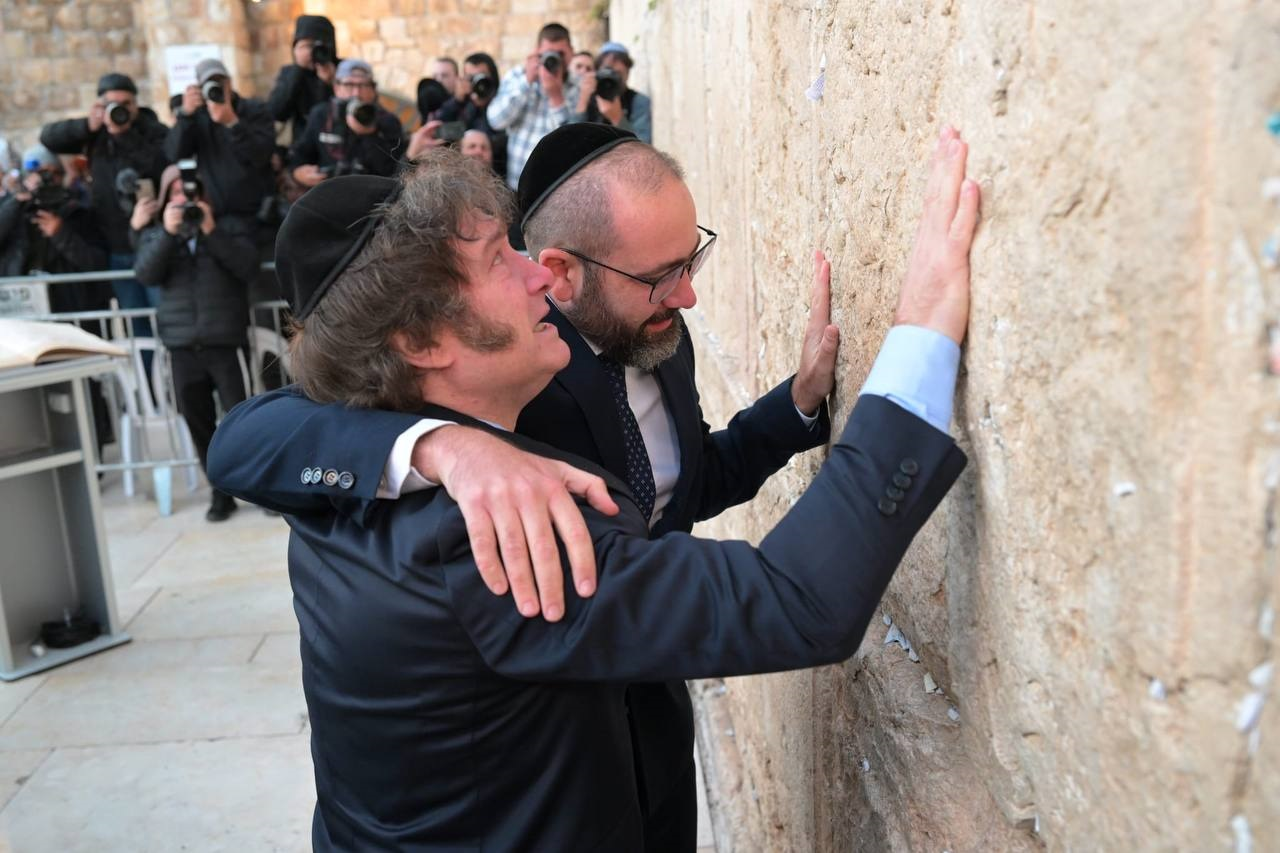
Milei junto a su rabino Axel Wahnish, en el muro de los lamentos.

Milei ha mencionado varias veces ser creyente en Dios a quien denomina como «Hashem» o «el Uno», estudia la Torá, destacando que le atrae la dialéctica del Talmud como forma de analizar las cosas. Es seguidor de las leyes de Noé, conjunto de preceptos del judaísmo para los no-judíos, concretamente sigue las enseñanzas del movimiento jabad, también mencionó que inició su proceso de conversión como judío desde el 2021 y que solo le faltaría el pacto de sangre.
Milei aún se define como católico, aunque también práctica un poco el judaísmo, también ha declarado que de algún modo el orden natural y espontáneo es «anarcocapitalista» y que Dios es un «libertario», al igual que él.

En 2021, cuando fue investido diputado, siguió el protocolo del juramento que invoca a «Dios, la Patria y los Santos Evangelios». Ese mismo año conoció a Axel Wahnish, un rabino ortodoxo sefardí de Buenos Aires al que consulta con regularidad, quien le ayuda a estudiar la Torá desde un punto de vista del análisis económico. 

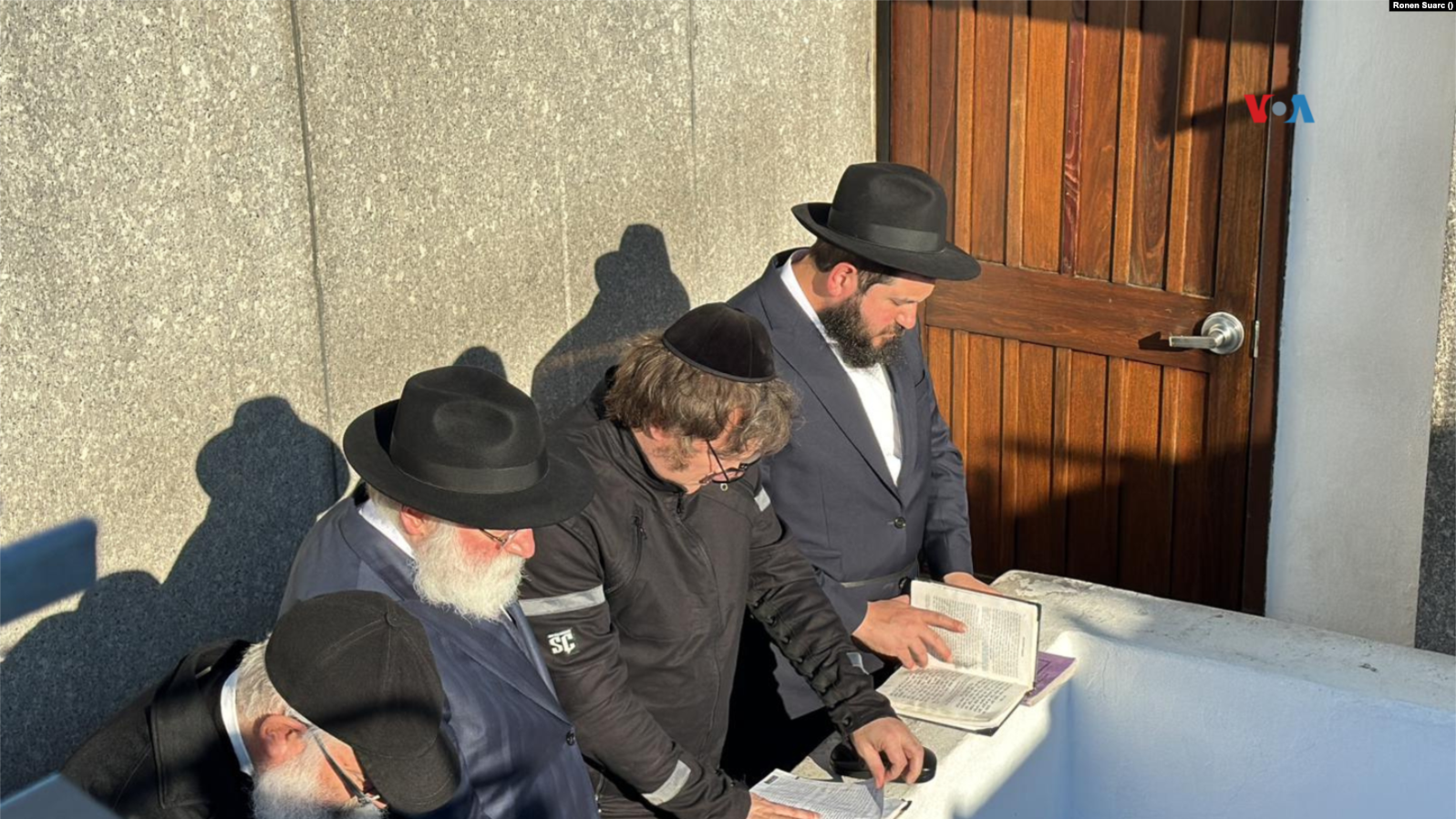
Milei con una kipá, rezando en la tumba del Rebe de Lubavitch.

El 27 de noviembre de 2023, tras ser electo presidente de Argentina, viajó a Nueva York para visitar la tumba del Rebe de Lubavitch, en agradecimiento por su victoria electoral.

No voy a la iglesia, voy al templo. No hablo con sacerdote, tengo un rabino de cabecera. Estudio la Torá. Se me reconoce internacionalmente como amigo de Israel y estudioso de la Torá. Estoy a poco (de la conversión), solamente me falta el pacto de sangre.
Javier Milei, 2023.

El 10 de diciembre de 2023, en su investidura como presidente de Argentina, juramentó «por Dios y por la patria». Durante su discurso presidencial aludió a la festividad judía de Janucá:

No es casualidad que esta inauguración presidencial ocurra durante la fiesta de Janucá, la fiesta de la luz, ya que la misma celebra la verdadera esencia de la libertad.
Javier Milei, 2023.

El 5 de noviembre de 2024, Gerardo Werthein fue juramentado como Ministro de Relaciones Exteriores de Argentina en una ceremonia notable por ser la primera vez que un funcionario del gobierno en Argentina juró sobre la Torá, siendo presidida por el presidente Milei, quien sorprendió a los asistentes al apartarse del formato tradicional e incluir palabras de la porción semanal de la Torá.

## Carrera política
El 23 de febrero del 2019, en un acto político en la Capital Federal, Milei anunció su afiliación al Partido Libertario, donde además fue nombrado presidente honorífico del mismo.
A mediados de 2020, Milei se pronunció a favor de las marchas opositoras al gobierno de Alberto Fernández, el presidente argentino. A partir de estas manifestaciones, el funcionario kirchnerista Leandro Santoro catalogó como no subestimable a la nueva ideologización y politización de la juventud en Argentina, que en parte estaba virando hacia el liberalismo. Tiempo después, Milei señaló que distintas figuras kirchneristas pidieron su censura de los medios, y que esto lo decidió a involucrarse de forma directa en la política.
En 2020 se convirtió en uno de los firmantes de la Carta de Madrid, un manifiesto creado el 26 de octubre de 2020 por la Fundación Disenso, think tank del partido político ultraconservador y de extrema derecha español Vox. La mencionada Fundación Disenso abogó por «la reivindicación de la herencia de la civilización occidental, el legado cultural de España en el mundo y su vocación en Europa y América».

### Diputado Nacional

#### Elecciones Primarias

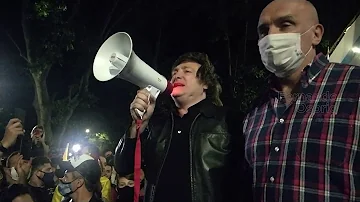
Milei y Espert dando un discurso político en Villa Devoto en 2020.

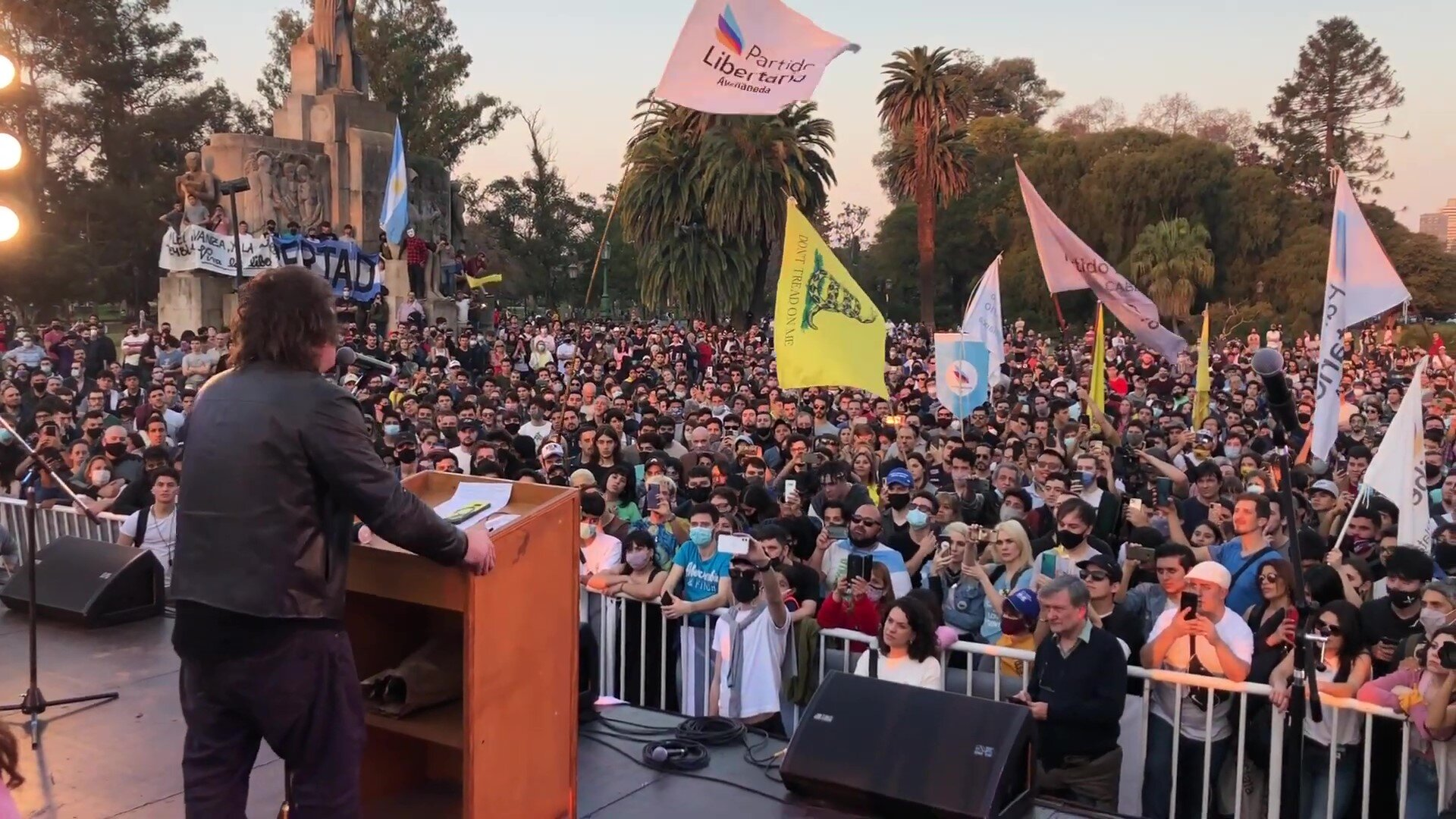
Milei en el lanzamiento de «La Libertad Avanza».

El 26 de septiembre de 2020, Javier Milei anunció, a través de una transmisión en vivo en Instagram junto a los influencers Álvaro Zicarelli y Emmanuel Danann, su intención de postularse como candidato a diputado nacional por la Ciudad de Buenos Aires. En ese entonces en la coalición Frente Despertar, que luego se llamaría Avanza Libertad. Más tarde Milei dejaría ese espacio para construir su propia plataforma política en la Capital Federal. El 14 de julio de 2021 se oficializó la alianza «La Libertad Avanza» en la Ciudad de Buenos Aires y contó con el apoyo de Juan José Gómez Centurión y entre otros partidos locales y candidatos independientes.
El 7 de agosto de 2021, Milei lanzó su campaña a precandidato a diputado nacional en Plaza Holanda, Palermo, Ciudad de Buenos Aires, presentado por el músico e influencer Emmanuel Danann. Estuvo acompañado por Victoria Villarruel, segunda precandidata a diputada nacional, y el primer precandidato a legislador porteño, Ramiro Marra. En el acto se enfatizó en criticar a la «casta política» y al Gobierno Nacional. Su campaña electoral se caracterizó por las caminatas desde puntos de encuentros establecidos, localizados en la ciudad de Buenos Aires, llamado el «Tour de la Libertad». Su lista obtuvo 242 839 votos, el 13.90 % de los sufragios, en las elecciones primarias de 2021. De esta forma, el frente se convirtió en la tercera fuerza del distrito, después de Juntos por el Cambio y el Frente de Todos.

#### Elecciones generales
El 6 de noviembre, Milei cerró su campaña electoral para las elecciones legislativas de 2021 en el parque Lezama, San Telmo, Ciudad de Buenos Aires, el mismo lugar en el que se realizó el cierre de campaña de las elecciones primarias. El 9 de noviembre realizó un acto en la provincia de La Rioja junto al sobrino del expresidente Carlos Saúl Menem, Martín Menem. Resultó electo como diputado nacional junto a su compañera de fórmula Victoria Villarruel, quienes obtuvieron 313 808 votos, correspondientes al 17.04 % del total. Como parte de sus promesas de campaña, el diputado propuso sortear en cada oportunidad su sueldo como diputado nacional de más de doscientos mil pesos argentinos. Para esto, dispuso de una página web donde se inscribieron más de un millón de participantes en el primer sorteo. Esta decisión fue criticada por el diputado de Avanza Libertad, José Luis Espert, argumentando que si bien él como liberal, apoya la decisión personal de cualquiera, el trabajo debe ser remunerado y que el salario estatal es un mecanismo constitucional para evitar la corrupción de los representantes y que «hay que sospechar» si un diputado no cobra por su trabajo. Ante esto, Javier respondió que va a subsistir a base de conferencias y la venta de sus libros.

#### Mandato como Diputado Nacional (2021-2023)

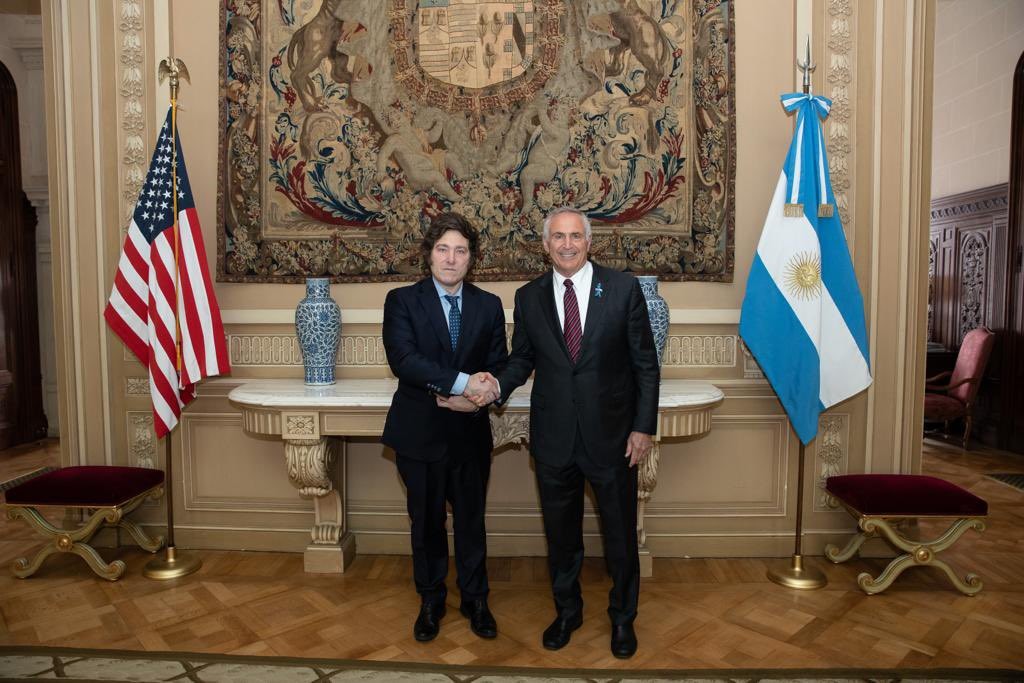
Milei de visita al embajador de Estados Unidos en Argentina, Marc R. Stanley.

El mandato de Javier Milei en la Cámara de Diputados de la Nación inició el 10 de diciembre de 2021. Hasta el final de su mandato no integró ninguna de las comisiones de la Cámara. Cada mes sorteó su dieta y llevó adelante su tarea legislativa junto a sus cuatro asesores contratados por la Cámara de Diputados. En cuanto a los pasajes que pudo usar como diputado; si bien fue de público conocimiento que utilizó pasajes financiados por la Cámara para viajar a Mendoza con el objetivo de realizar un acto político, en abril de 2022, a partir de eso devolvió el dinero de los pasajes sorteando el equivalente.
El 24 de noviembre de 2022, Milei y su partido, fueron los únicos que votaron en contra de una ley para ampliar el «Programa Cardiopatías Congénitas», que es una de las causas de mortalidad más frecuentes en los recién nacidos. Cuando se le preguntó sobre esta decisión en el canal Todo Noticias, Milei argumentó:

Implicaba más presencia del Estado interfiriendo en la vida de los individuos y además implicaba más gastos. O sea, eso no funciona así. O sea, nosotros de hecho en toda esta maratón que fueron de cosas que se sancionaron el otro día, nosotros votamos doce a favor y el resto votamos todo en contra.
(Periodista): Pero esta en particular que tiene una prevalencia en fallecimientos de bebés hasta un año...

Bueno... nosotros votamos en función del ideario liberal. Y eso, digamos o sea, si ya tenés los hospitales, ¿por qué no lo hacen? O sea, digo ¿para qué? Digo, ponen una ley para que hagan lo que deberían hacer en condiciones normales, pero que ¿estamos todos locos? ¿Acaso no tenés hospitales públicos? ¿Por qué no lo resuelven? O sea, lo querés regular porque hacés mal tu trabajo, digo, pero ¿me estás cargando? Es decir, y creás todas cuestiones de gastos público, o sea, porque, en realidad, lo que tenés que hacer, lo hacés mal. Que para nosotros no es noticia que cada cosa que hace el Estado, la hace mal. Entonces, digo, no sé cual es, digamos, o sea, hay digamos, hay cosas que son digamos, como «overready», o sea, no sé, digo como que están, digamos reforzadas innecesariamente, o sea, pero si se traducen en más presencia del Estado y acciones que verdaderamente no corresponden. O sea, vos ya tienes hospitales, vos ya podés, digamos o sea, vas, te tienen que tratar, si no lo hacen es otro problema. O sea, replanteate como piensan el modelo de salud.

El 28 de febrero de 2023 votó en contra del proyecto de digitalización de historias clínicas. Durante el mes de agosto el PAMI sufrió un ataque de ransomware que comprometió información de la entidad. La candidata presidencial de Juntos por el Cambio, Patricia Bullrich declaró sobre esta situación, que la incompetencia del Estado en ciberseguridad facilita delitos como la extorsión o la estafa y pone en peligro la vida de millones de argentinos y que ese día le había tocado a los adultos mayores. La compañera de fórmula de Milei, Villarruel, declaró que Milei y ella ya sabían sobre estos riesgos y que por eso votaron en contra.
Durante su mandato votó en contra de los dos proyectos de presupuesto que fueron presentados por el oficialismo y pidió postergar el tratamiento del presupuesto correspondiente a 2024 hasta después de las elecciones presidenciales sugiriendo que el Poder Ejecutivo debía remitir a la Cámara de Diputados en consenso con la fuerza política que resultase ganadora. Finalmente su pedido fue aceptado.
El 20 de septiembre de 2023, votó a favor de la reforma del impuesto a las ganancias propuesta por el candidato a presidente de Unión por la Patria, Sergio Massa. Argumentó su decisión en la Cámara de Diputados, declarando que «los impuestos son un robo» y que iba a estar de acuerdo con cualquier iniciativa que consista en bajar impuestos.
El 15 de diciembre de 2023 sorteó por última vez su sueldo como diputado, siendo esta de 2 119 433 de pesos argentinos (2140 USD al tipo de cambio del momento), una diferencia de casi dos millones de pesos respecto de su primer sorteo en enero de 2022, cuando fue de doscientos mil pesos.

## Presidencia de Argentina

### Candidatura a la Presidencia

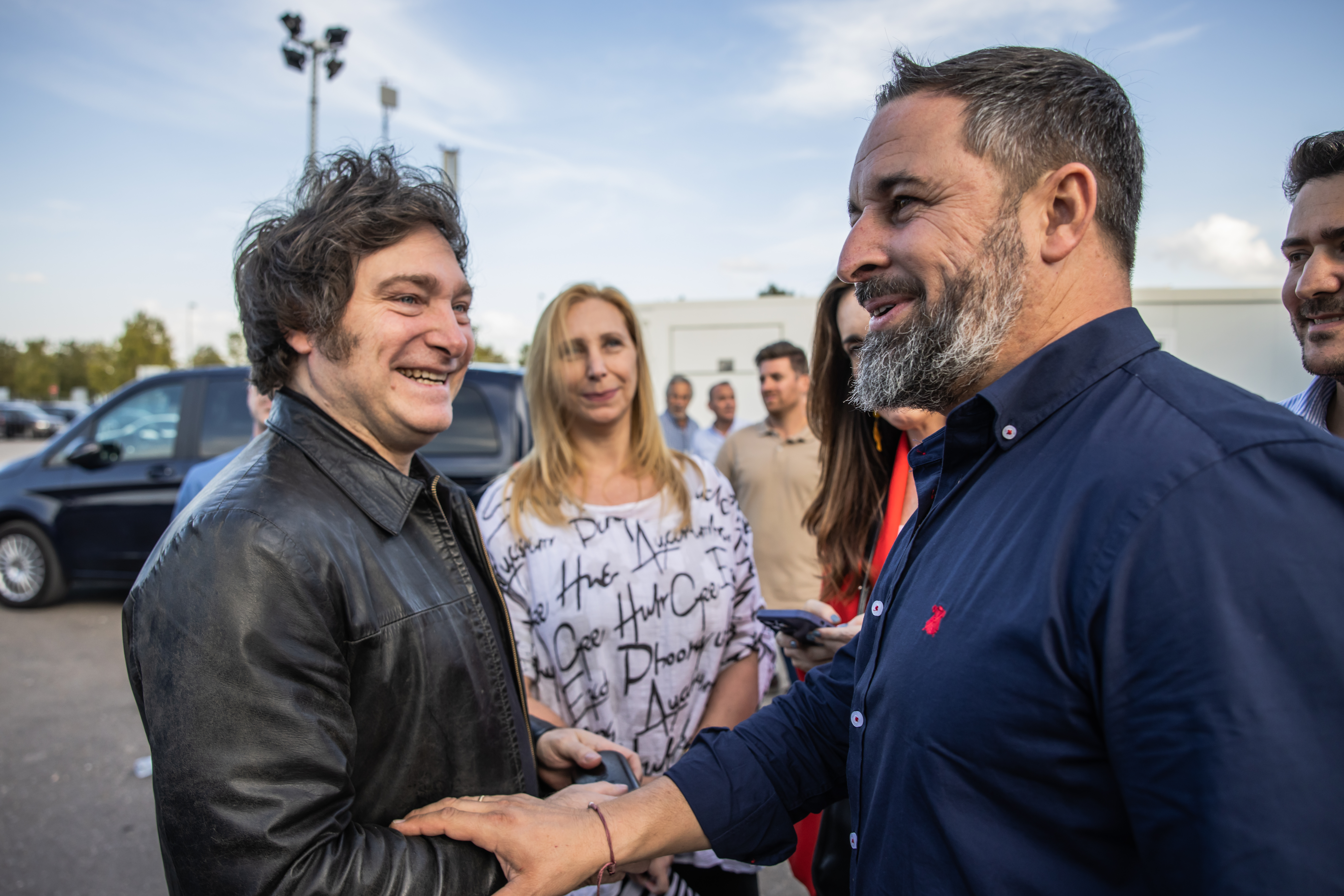
Javier Milei junto a Santiago Abascal en el «Viva22».

El 22 de abril del 2022, Milei participó en la conferencia de prensa que ofreció el Partido Demócrata en Mendoza, donde promovió su candidatura de cara a las elecciones presidenciales del 2023. El 8 de octubre de 2022 participó del evento «Viva22», protagonizado por Santiago Abascal, presidente del partido político Vox. El 8 de mayo de 2023 confirmó que su acompañante de fórmula como vicepresidenta sería su compañera de bloque Victoria Villarruel. El 2 de agosto de 2023, mediante una transmisión en vivo desde su cuenta de Instagram, Milei presentó su plan de gobierno definitivo en caso de ser elegido presidente, previendo una «reducción drástica» del gasto público, despido de cargos políticos, reducción de impuestos, la eliminación del Banco Central, y promoviendo el fomento masivo de obras particulares financiadas por el sector privado. El 7 de agosto de 2023, Milei cerró su campaña electoral para las elecciones primarias en el Estadio Movistar Arena, evento que contó con una audiencia aproximada de quince mil personas, siendo el único orador del evento.
El 13 de agosto de 2023, Milei fue el candidato individual más votado en las PASO de 2023, llegando a casi el 30 % de los votos en todo el país. Por estos resultados, el economista ganó su primera elección personal y llevó a un partido político no tradicional a ganar una elección presidencial por primera vez en la historia desde la irrupción del peronismo. La noticia causó un estupor mundial, debido al rotundo giro de la Argentina hacia la derecha política. Milei fue además el primer candidato que ganó las PASO sin triunfar en la provincia de Buenos Aires, mientras que logró la victoria en dieciséis de veinticuatro distritos, muchos de ellos bastiones históricos del peronismo. Milei obtuvo su mejor resultado en la provincia de Salta, donde alcanzó casi el 50 %, casi la mitad de los votos. Tras estos resultados, fue habilitado para participar en las elecciones de octubre de 2023.

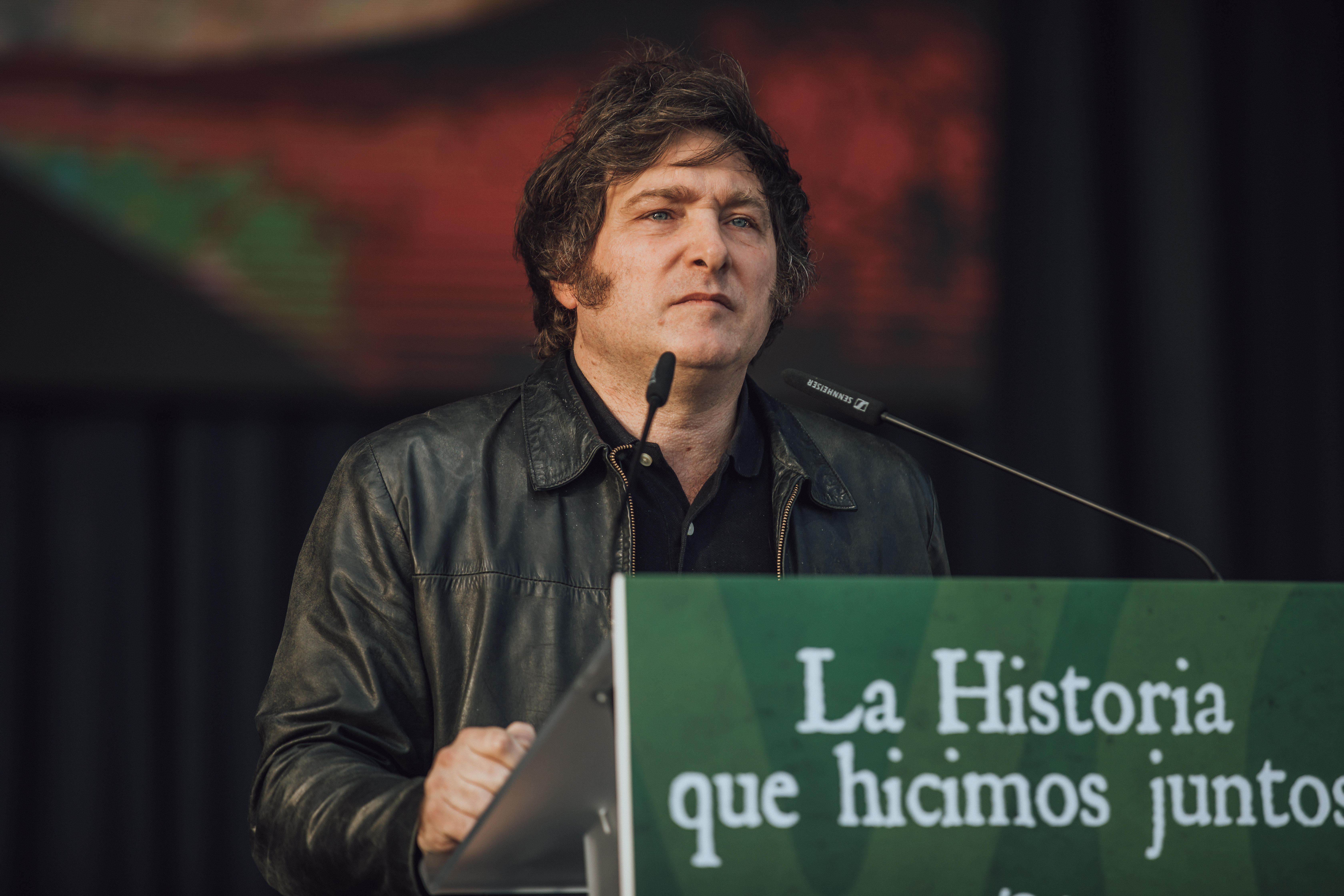
Milei dando un discurso.

El 15 de septiembre de 2023, en medio de la campaña electoral para las elecciones presidenciales de Argentina de 2023, el periodista estadounidense Tucker Carlson publicó en su perfil de X, antes Twitter, su entrevista con Milei. En pocos días esta superó los 420 millones de visualizaciones, convirtiéndose así en la entrevista más vista de la propia red social y de la historia de internet. La entrevista recibió un espaldarazo del magnate Elon Musk, comentando en esta las palabras: «Muy interesante». En el transcurso de la entrevista, Milei criticó el Ministerio de las Mujeres, al Papa Francisco, el socialismo, el aborto como asesinato y, en cuanto al comercio internacional, afirmó que no haría tratos con la Rusia de Vladímir Putin, el Brasil de Lula Da Silva ni con la República Popular China.
A lo largo de su campaña fue anunciando quiénes serían los integrantes de su gabinete en caso de ganar. En agosto presentó a su autodenominado «Consejo de Asesores Económicos» que está integrado por el ex viceministro de Economía Carlos Rodríguez, el exministro de economía Roque Fernández y el ex director de la CNV Darío Epstein. El 22 de septiembre anunció que Guillermo Ferraro sería su ministro de Infraestructura y que Emilio Ocampo presidiría el BCRA pidiéndole que «cierre el Banco Central lo antes que se pueda». A pesar de ser candidata a diputada, Diana Mondino asumiría el Ministerio de Relaciones Exteriores en caso de un eventual gobierno. El eventual nuevo Ministerio de Capital Humano, surgido de la fusión de los Ministerios de Desarrollo Social, Cultura y Educación, estaría ocupado por Sandra Pettovello. El ministerio del Interior estaría ocupado por el ex representante de la Argentina ante el BID, Guillermo Francos. El secretario de educación sería el profesor Martín Krause y los encargados de los Ministerios de Seguridad y Defensa serían elegidos por Villarruel. Antes de participar en el primer debate presidencial, Milei anunciaría que Gustavo Morón sería su ministro de trabajo. A pesar de esto, al momento de asumir, reemplazó a algunas personas, como a Emilio Ocampo, Gustavo Morón, Martín Krause, Carlos Rodríguez, Roque Fernández, Darío Epstein y decidió elegir él a los encargados de los ministerios de Seguridad y Defensa.

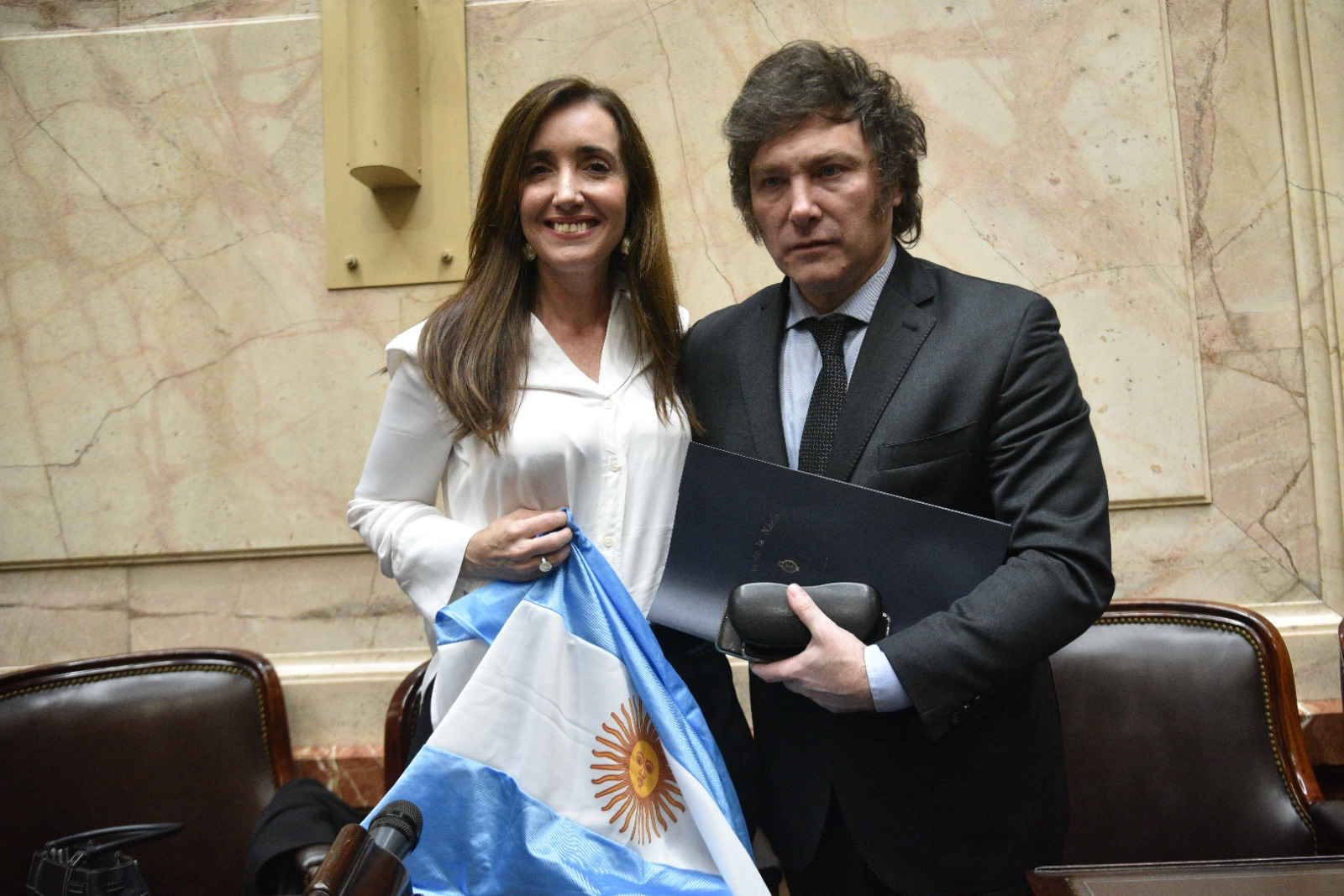
Una de la fórmulas presidenciales usadas por Milei fue junto aVictoria Villarruel.

En la primera vuelta de las elecciones presidenciales, realizadas el 22 de octubre, Milei fue derrotado por el candidato peronista de Unión por la Patria, Sergio Massa, quien lo superó por más de seis puntos porcentuales.
Tras los resultados de la primera vuelta de las elecciones presidenciales, en donde quedó por detrás de Sergio Massa con el 29.99 % de los votos provocando así una segunda vuelta de balotaje, acordó una reunión privada con la candidata de Juntos por el Cambio, Patricia Bullrich que había quedado afuera del balotaje con el 23.81 % de los votos, y con el expresidente Mauricio Macri. El 25 de octubre, a través de una conferencia de prensa, Bullrich y Luis Petri anunciaron que apoyarían a Milei de cara al balotaje. Cuando fue consultada acerca del apoyo a Milei a pesar de las acusaciones hechas por él, en donde la acusaba de ser una «montonera tira bombas» y haberlo denunciado penalmente por calumnias e injurias debido a estos dichos, declaró que ambos se habían perdonado mutuamente.
Llegado el día del balotaje, Milei obtuvo el primer lugar con el 55.65 % de los votos contra el 44.35 % de Massa, logrando sacar más de diez puntos y una diferencia de casi tres millones de votos por encima del entonces ministro en el resultado electoral. De esta forma, Milei fue electo Presidente de la Nación y a su vez se convirtió en el candidato a presidente más votado de la historia argentina, con más de catorce millones de votos.

### Período de transición

Resultados de las elecciones de 2023.

Luego del balotaje, Javier Milei comenzó a confirmar los miembros de su gabinete. El 21 de noviembre se reunió con el presidente saliente Alberto Fernández en la Quinta de Olivos, para dar inicio a la transición. Luego se comunicó telefónicamente con el Papa Francisco, quien le envió un rosario bendecido para él y Victoria Villarruel, que les llegaría el sábado 25 de noviembre. El mismo sábado, se comunicó por videollamada con la directora del Fondo Monetario Internacional (FMI), Kristalina Gueorguieva. Esa noche, junto con su hermana Karina Milei, se reuniría con el rabino David Pinto Shlita, quien le brindó su bendición.
El 26 de noviembre, Milei emprendió una gira por los Estados Unidos junto a miembros de su eventual gabinete de ministros, Nicolás Posse y Luis Caputo. A la mañana del día siguiente visitó la tumba del rabino Menachem Mendel Schneerson en Nueva York. Más tarde almorzó con el expresidente estadounidense Bill Clinton y con Chris Dodd, exsenador demócrata. John Kirby, vocero del Consejo de Seguridad Nacional, afirmó que, desde la Casa Blanca, «querían seguir buscando formas de cooperar con la Argentina».
El 5 de diciembre, cinco días antes de la asunción, el magnate sudafricano Elon Musk publicó en su perfil de X un fragmento de una entrevista de Jorge Asís con Javier Milei en la que este último criticaba el concepto filosófico de justicia social apoyándose en pensadores como John Stuart Mill o Milton Friedman, a lo cual el presidente electo respondió con un: «We need to talk, Elon...» (en español: «Necesitamos hablar, Elon...») en la misma plataforma.

### Asunción
El 10 de diciembre viajó desde el Hotel Libertador al Congreso de la Nación. Allí recibió el bastón y la banda presidencial de manos del presidente saliente, Alberto Fernández, acompañado de la vicepresidenta Victoria Villarruel y el presidente de la cámara de Diputados Martín Menem. Juró ante el Congreso:

Yo, Javier Gerardo Milei, juro por Dios y por la Patria, sobre estos Santos Evangelios, desempeñar con lealtad y patriotismo el cargo de presidente de la Nación Argentina y observar y hacer observar fielmente, en lo que de mi depende, la Constitución de la Nación Argentina. Si juro.

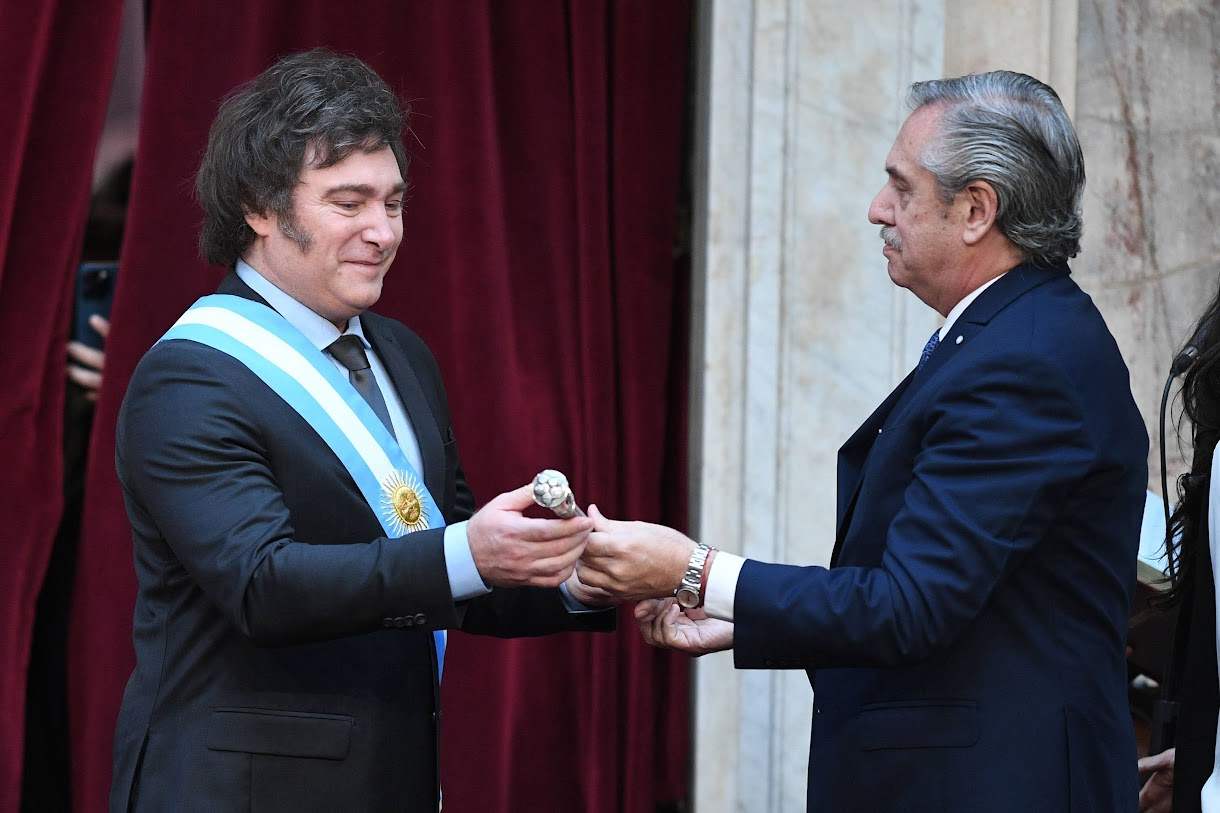
Milei recibiendo los atributos del mando en el Congreso de la Nación por parte de Alberto Fernández.

También allí tomó juramento a su gabinete. A diferencia de los mandatarios anteriores, Milei no dio un discurso dentro del Congreso de la Nación, sino que decidió darlo en las escalinatas del Congreso, frente al pueblo. El discurso duró más de media hora y destacó la difícil situación económica, considerándola la «peor herencia de la historia» y advirtió que durante su mandato recortaría en un principio unos veinte mil millones de dólares del gasto público.
Posteriormente viajó a Casa Rosada, en donde dio un discurso en uno de los balcones y recibió a todos los mandatarios y representantes extranjeros, como el rey de España Felipe VI, el primer ministro de Hungría Viktor Orbán, el presidente de Ucrania Volodímir Zelenski, entre otros. Por la noche presenció una función especial en el Teatro Colón.

### Gabinete presidencial
| Jefatura de Gabinete y Ministerios del Gobierno de Javier Milei     | Jefatura de Gabinete y Ministerios del Gobierno de Javier Milei | Jefatura de Gabinete y Ministerios del Gobierno de Javier Milei |
| Cartera                                                             | Titular                                                         | Período                                                         |
| ------------------------------------------------------------------- | --------------------------------------------------------------- | --------------------------------------------------------------- |
| Jefatura de Gabinete de Ministros                                   | Nicolás Posse                                                   | 10 de diciembre de 2023 - 27 de mayo de 2024                    |
| Jefatura de Gabinete de Ministros                                   | Guillermo Francos                                               | 27 de mayo de 2024 - en el cargo                                |
| Ministerio de Relaciones Exteriores, Comercio Internacional y Culto | Diana Mondino                                                   | 10 de diciembre de 2023 - 30 de octubre de 2024                 |
| Ministerio de Relaciones Exteriores, Comercio Internacional y Culto | Gerardo Werthein                                                | 31 de octubre de 2024 - en el cargo                             |
| Ministerio de Defensa                                               | Luis Petri                                                      | 10 de diciembre de 2023 - en el cargo                           |
| Ministerio de Economía                                              | Luis Caputo                                                     | 10 de diciembre de 2023 - en el cargo                           |
| Ministerio de Justicia                                              | Mariano Cúneo Libarona                                          | 10 de diciembre de 2023 - en el cargo                           |
| Ministerio de Seguridad Nacional                                    | Patricia Bullrich                                               | 10 de diciembre de 2023 - en el cargo                           |
| Ministerio de Salud                                                 | Mario Russo                                                     | 10 de diciembre de 2023 - 26 de septiembre de 2024              |
| Ministerio de Salud                                                 | Mario Lugones                                                   | 26 de septiembre de 2024 - en el cargo                          |
| Ministerio de Capital Humano                                        | Sandra Pettovello                                               | 10 de diciembre de 2023 - en el cargo                           |
| Ministerio de Desregulación y Transformación del Estado             | Federico Sturzenegger                                           | 5 de julio de 2024 - en el cargo                                |
| Ministerio de Infraestructura                                       | Guillermo Ferraro                                               | 10 de diciembre de 2023 - 5 de marzo de 2024                    |
| Ministerio del Interior                                             | Guillermo Francos                                               | 10 de diciembre de 2023 - 27 de mayo de 2024                    |
| Secretarías de Estado del Gobierno de Javier Milei                  |                                                                 |                                                                 |
| Cartera                                                             | Titular                                                         | Período                                                         |
| Secretaría General                                                  | Karina Milei                                                    | 10 de diciembre de 2023 - en el cargo                           |
| Secretaría Legal y Técnica                                          | Javier Herrera Bravo                                            | 11 de diciembre de 2023 - 1 de abril de 2025                    |
| Secretaría Legal y Técnica                                          | María Ibarzábal Murphy                                          | 1 de abril de 2025 - en el cargo                                |
| Secretaría de Inteligencia de Estado                                | Sergio Neiffert                                                 | 15 de julio de 2024 - en el cargo                               |
| Secretaría de Comunicación y Medios                                 | Manuel Adorni                                                   | 18 de septiembre de 2024 - en el cargo                          |
| Secretaría de Cultura                                               | Leonardo Cifelli                                                | 6 de noviembre de 2024 - en el cargo                            |
| Secretaría de Prensa                                                | Belén Stettler                                                  | 11 de diciembre de 2023 - 4 de enero de 2024                    |
| Secretaría de Prensa                                                | Eduardo Serenellini                                             | 2 de febrero de 2024 - 28 de enero de 2025                      |
| Secretaría de Planeamiento Estratégico Normativo                    | María Ibarzábal Murphy                                          | 9 de abril de 2024 - 1 de abril de 2025                         |
| 1. 2. 3. 4. 5.                                                      |                                                                 |                                                                 |

### Política económica
El gobierno de Milei recibió de su antecesor una inflación interanual del 142.7 %, reservas netas negativas del Banco Central de once mil millones de dólares y un déficit primario del 2.4 % y un déficit financiero del 4.4 %. Para equilibrar el presupuesto decidió llevar adelante una política de austeridad que implicó principalmente la disminución de los gastos del gobierno, como la reducción al mínimo de las transferencias discrecionales del Estado a las provincias, el fin de la licitación de obra pública, la reducción de los subsidios al transporte,y a la energía, entre otros.
Luego de las medidas adoptadas en los primeros días de gobierno, Milei emitió el decreto de necesidad y urgencia «Bases para la Reconstrucción de la Economía Argentina» y envió al Congreso un proyecto de ley ómnibus, llamado «Ley de Bases y Puntos de Partida para la Libertad de los Argentinos». Tanto el decreto como el proyecto de ley incluían desregulaciones y modificaciones con el objetivo de reducir la participación del Estado en sectores como la economía, el trabajo, la salud, el alquiler de viviendas, el turismo, el fútbol, los bancos y la justicia. Algunas de estas medidas fueron la transformación de las empresas del Estado en sociedades anónimas para su posterior privatización, una política de «cielos abiertos», la derogación de la ley de alquileres, ley de abastecimiento y la ley de góndolas, entre otras.
Siguiendo la política de austeridad, durante su administración, se llevó a cabo una reducción drástica en el personal de la administración pública. A tan solo diez días de asumir, promulgó un decreto que dispuso la no renovación de contratos de trabajadores en ciertos organismos públicos que hubiesen iniciado a prestar servicios a partir del 1 de enero de 2023, medida que afectó a 7000 contratos de personas. Tras su primer mes como presidente, la cantidad de trabajadores en convenio era de 231 176, menor a los 276 896 trabajadores que había en noviembre de 2023. Tras 5 meses de gobierno, la cantidad de empleados públicos pasó de 341 373 a 322 250.
En el primer trimestre de su mandato, la Universidad Católica Argentina afirmó que la pobreza aumentó un 10.8 % (de un 44.7 % a un 55 %) y el de indigencia aumentó un 7.9 % situándose en 17.5 %. En número de ciudadanos 24.9 millones de éstos estarían en situación de pobreza y de ellos 7.8 millones en la indigencia. Los bajos ingresos de los trabajadores así como los elevados niveles de carencias alimentarias afectó al 20.8 % de los hogares, al 32.2 % de los niños y adolescentes. Además se encontraban un 10.9 % de los habitantes en desnutrición severa (el 8.8 % de los hogares y el 13.9 % de niños y adolescentes). Para el segundo trimestre de su mandato, estos indicadores mostraron una mejora. La pobreza disminuyó a un 49.4 % y la indigencia a un 15.9 %, debido a la caída de la inflación y al aumento en los salarios de empleados del sector privado, no replicándose estos aumentos en los trabajadores del sector público. En el tercer trimestre la pobreza descendió al 38.9 % y la indigencia un 8.6 %. Hasta el momento la caída de la pobreza ha sido de 16.1 puntos y de la indigencia de 8.9 puntos.

### Política en agricultura, ganadería y pesca
A través de un decreto derogó la ley de tierras, que limitaba la venta a extranjeros al 15 % del territorio nacional.
En 2024, eliminó los derechos de exportación para productos lácteos, carne porcina y para ciertas categorías de vacas, y redujo en un 25 % los de la cadena bovina y aviar.

### Política ambiental

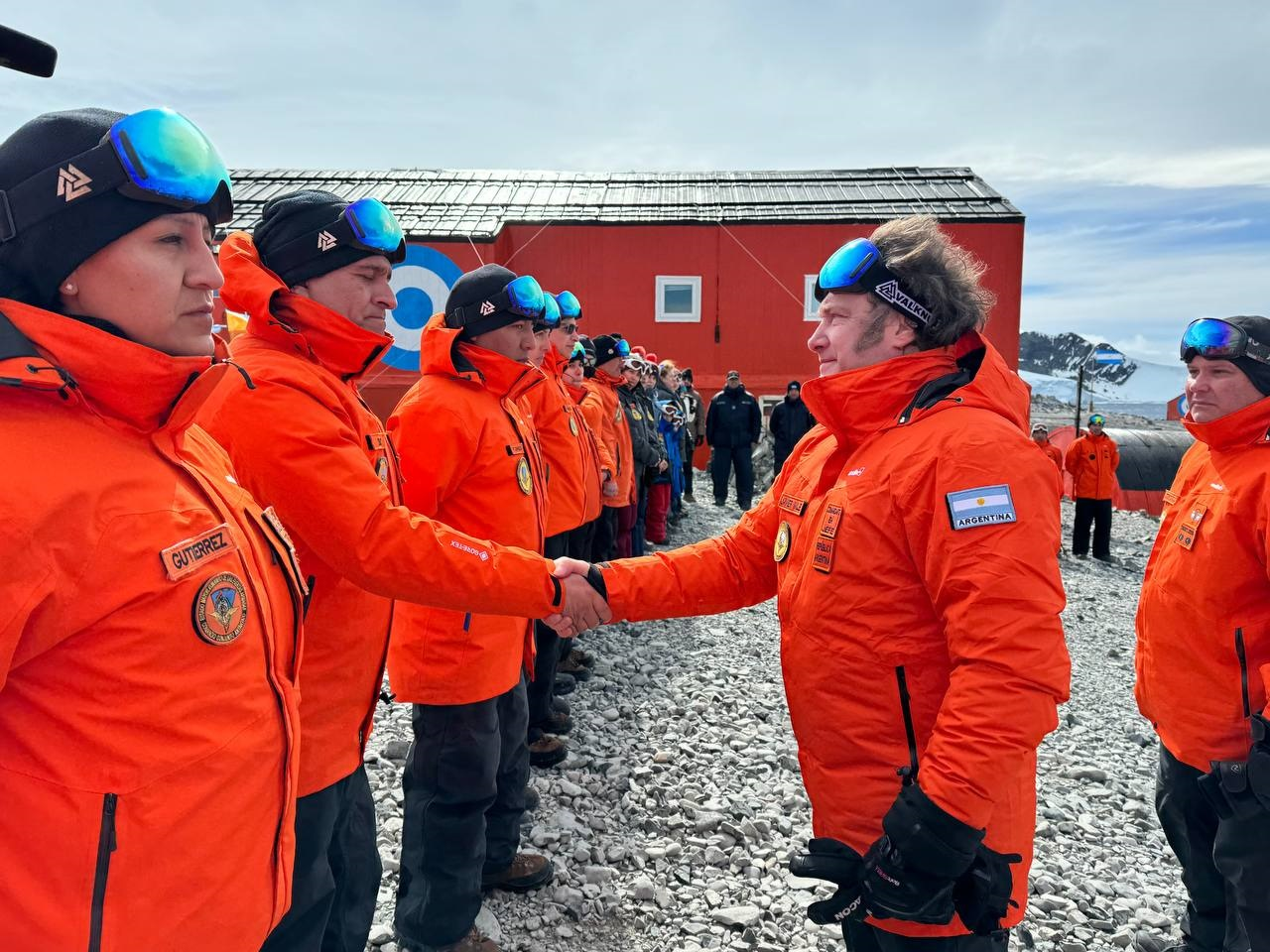
Milei en la Base Antártica Conjunta Marambio.

Durante la administración de Javier Milei, se eliminó el Ministerio de Ambiente y Desarrollo Sostenible para organizar el área con un nivel de subsecretaría, bajo la órbita del Ministerio del Interior, siendo designada subsecretaria Ana María Vidal de Lamas.
El 7 de enero de 2024 viajó a la Antártida Argentina para dar inicio formal a la expedición de investigación científica del Organismo Internacional de Energía Atómica en la región, que tiene como objetivo la utilización de tecnología nuclear para el control de la contaminación por plásticos.

### Política educativa
A través del artículo 97 del decreto de necesidad y urgencia 70/2023 estableció como «servicio esencial» a la educación de nivel inicial, primaria y secundaria, los servicios de cuidado de menores y a la educación diferencial. La medida estableció que, ante un conflicto colectivo, se deba garantizar la prestación del 75 % del servicio como mínimo.
Tras un endurecimiento en la política migratoria, se produjo un aumento en la expulsión de ciudadanos extranjeros que estudiaban en las universidades públicas argentinas, bajo el argumento de que se trataban de «falsos turistas».
En febrero de 2024, anunció la no prorrogación del Fondo Nacional de Incentivo Docente (FONID), un fondo que financiaba la Nación y que proveía recursos a las provincias para el mejoramiento de salarios de docentes, y que, en 2023, había representado una suma de 333 mil millones de pesos.

### Política social
Sandra Pettovello fue la designada por Javier Milei para liderar el Ministerio de Capital Humano, el cual abarca las jurisdicciones que antes lo hacían el Ministerio de Educación, el Ministerio de Desarrollo Social y el Ministerio de Trabajo, Empleo y Seguridad Social. El 18 de diciembre de 2023 anunció la decisión de duplicar la Asignación Universal por Hijo y aumentar un 50 % la Tarjeta Alimentar y afirmó que los participantes de manifestaciones perderían el acceso a un plan social, en caso de recibirlo. El 26 de diciembre de 2023 anunció «la auditoría en todos los planes sociales del Potenciar Trabajo, que son bastante más de un millón, para detectar irregularidades», así como se afirmó que «160 000 titulares del Potenciar Trabajo cobraban el plan de manera ilegítima». También se confirmó la baja de unos 8500 planes Potenciar Trabajo que cobraban empleados públicos.
Según datos oficiales, en el primer semestre de gobierno de Milei la cantidad de personas pobres aumentó de un 26% (del 41.7 % al 52.9 %), en tanto que la cantidad de indigentes aumentó un 52 %, (del 11.9 % al 18.1 %).
En el primer año la canasta alimentaria aumentó su valor un 172 % en dólares, en tanto que la canasta básica general aumentó su valor un 163 % en dólares. En noviembre de 2023 la canasta alimentaria (indigencia/pobreza extrema) fue 59 886.86 ARS(56 dólares paralelo/blue) y la canasta básica (pobreza) 126 361.27 ARS (119 dólares paralelo/blue, 1060 USD). Un año después el valor de ambas canastas fue de 142 148.73 ARS (116 dólares paralelo/blue) y 324 099.10 ARS (266 dólares paralelo/blue, 1215 USD).

### Política de género
Javier Milei eliminó el Ministerio de las Mujeres, Géneros y Diversidad creado durante la gestión del expresidente Alberto Fernández, y en su lugar, creó la Subsecretaría de Protección Contra la Violencia de Género y designó a la abogada Claudia Barcia para que encabece dicho organismo, el cual en un primer momento se encontraba dentro de la órbita del Ministerio de Capital Humano liderado por Sandra Pettovello, pero posteriormente fue trasladado a la esfera de competencias del Ministerio de Justicia encabezado por Mariano Cúneo-Libarona. Finalmente, en junio de 2024, el Ministerio de Justicia anunció el cierre de la subsecretaría por considerar que era utilizada «con fines político-partidarios, para propagar e imponer una agenda ideológica».
Una de las primeras medidas del gobierno de Milei, fue prohibir el lenguaje inclusivo y todo lo referente a la perspectiva de género en los documentos oficiales de la administración pública nacional. Por otro lado, realizó un recorte del 33 % del presupuesto destinado a las políticas destinadas a combatir la desigualdad de género.
El 6 de agosto de 2024 decretó la disolución del Instituto Nacional contra la Discriminación, la Xenofobia y el Racismo (INADI) y traspasó sus funciones al Ministerio de Justicia.

### Política laboral
El 20 de diciembre de 2023, a través del Título IV (arts. 53-97) del Decreto de Necesidad y Urgencia 70/2023, se derogaron, modificaron o agregaron 69 normas laborales, algunas de las cuales reglamentaban derechos constitucionales, como la protección contra el despido arbitrario, el derecho de huelga, el derecho a la negociación colectiva y la libertad sindical. Así, al solo efecto de restringir el derecho de huelga, incluyó en el artículo 97, del Título IV, del Decreto de Necesidad y Urgencia 70/2023, limitaciones para ejercer el derecho, mediante el expediente de considerar «servicios esenciales» o «actividades de importancia trascendental», las actividades siguientes:
- Los servicios sanitarios y hospitalarios, así como el transporte y distribución de medicamentos e insumos hospitalarios y los servicios farmacéuticos;
- La producción, transporte y distribución y comercialización de agua potable, gas y otros combustibles y energía eléctrica;
- Los servicios de telecomunicaciones, incluyendo internet y comunicaciones satelitales;
- La aeronáutica comercial y el control de tráfico aéreo y portuario; incluyendo balizamiento, dragado, amarre, estiba y remolque de buques;
- servicios aduaneros y migratorios, y demás vinculados al comercio exterior; * cuidado de menores y educación de niveles guardería, preescolar, primario y secundario, así como la educación especial.
- Producción de medicamentos o insumos hospitalarios;
- Transporte marítimo, fluvial, terrestre y subterráneo de personas o mercaderías a través de los distintos medios que se utilicen para tal fin;
- Servicios de radio y televisión;
- Actividades industriales continuas, incluyendo siderurgia y la producción de aluminio, actividad química y la actividad cementera;
- Industria alimenticia en toda su cadena de valor;
- La producción y distribución de materiales de la construcción, servicios de reparación de aeronaves y buques, todos los servicios portuarios y aeroportuarios, servicios logísticos, actividad minera, actividad frigorífica, correos, distribución y comercialización de alimentos y bebidas, actividad agropecuaria y su cadena de valor;
- Los servicios bancarios, financieros, servicios hoteleros y gastronómicos y el comercio electrónico; y
- La producción de bienes o servicios de toda actividad, que estuvieran afectados a compromisos de exportación.

El 30 de enero de 2024 la Cámara Nacional de Apelaciones del Trabajo declaró la inconstitucionalidad de todo el Título IV (artículos 53 a 97) del DNU 70/2024, por ser contrario al art. 99, inc. 3.º, de la Constitución Nacional.

### Relaciones exteriores

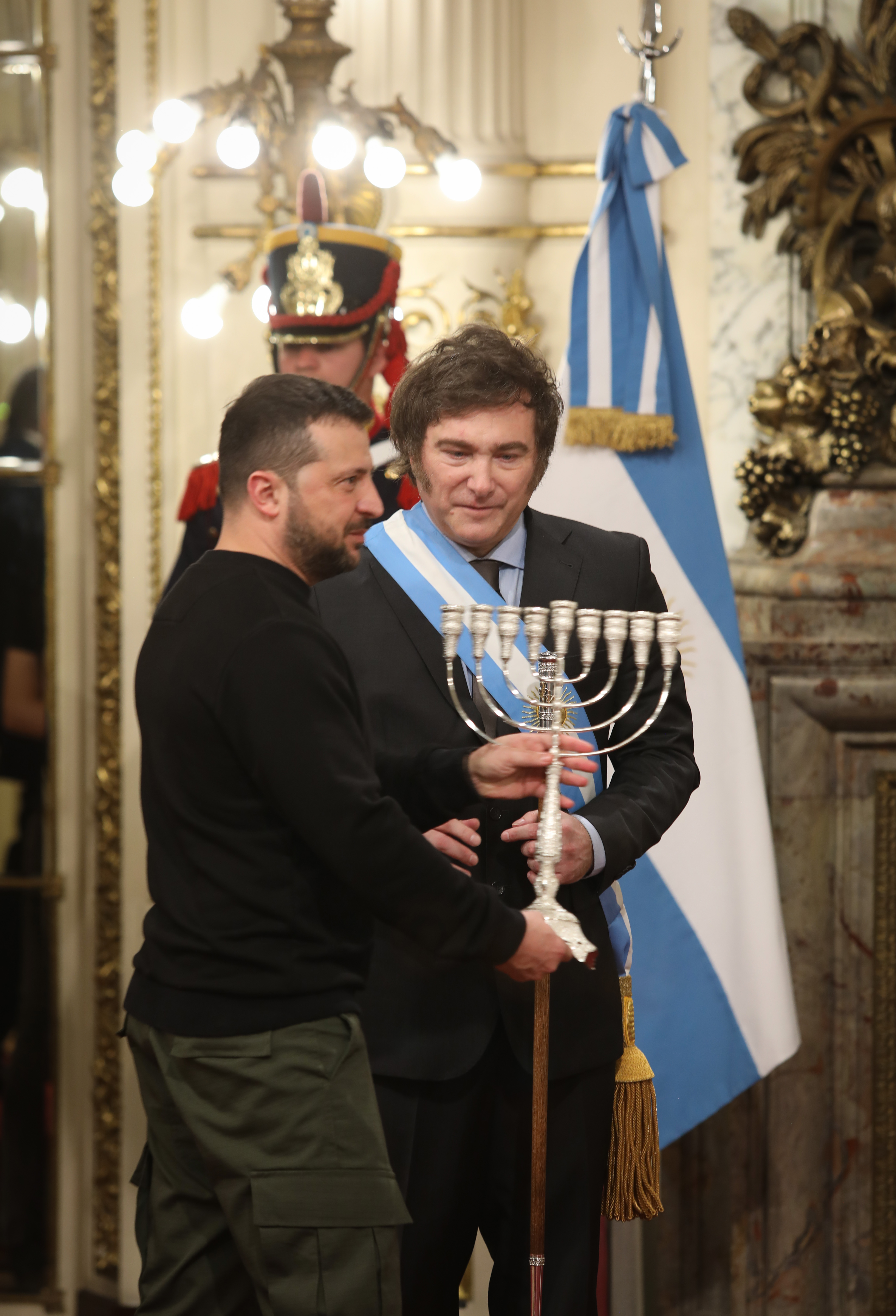
Milei entregando una menorá a Zelenski el 10 de diciembre de 2023.

Las relaciones exteriores de Argentina durante el gobierno de Milei mostraron una ruptura de la continuidad de la política de su predecesor, de marcado corte autonomista y con una profundización en las relaciones diplomáticas con China y Rusia. Desde el inicio mismo de su mandato se promovió un alineamiento automático con occidente, de modo tal que Argentina renunció a la posibilidad de ingresar al grupo BRICS a partir del 1 de enero de 2024 y firmó la carta de invitación al proceso de acceso a la Organización para la Cooperación y el Desarrollo Económico (OCDE).

#### Israel

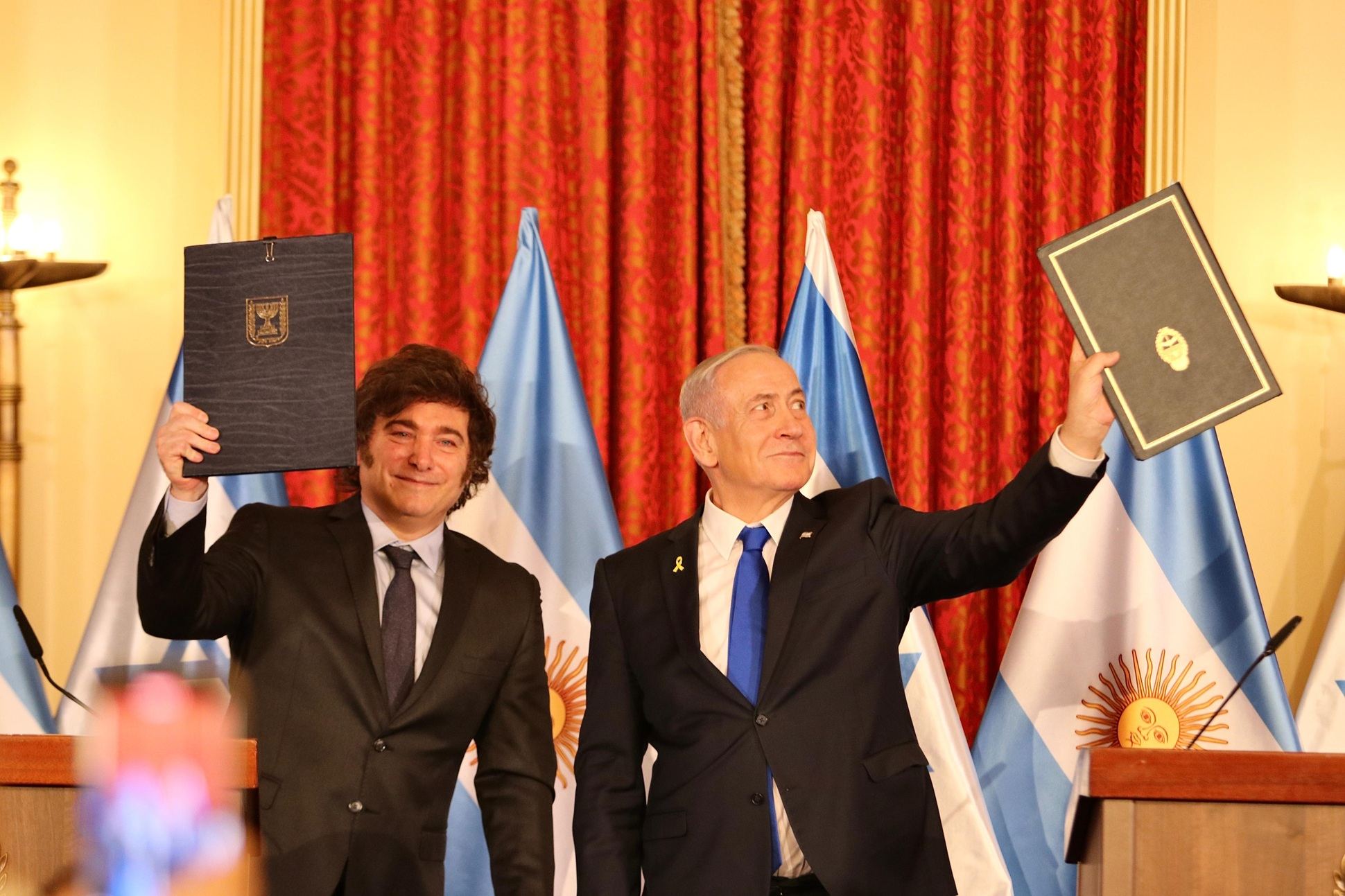
Milei junto al primer ministro israelí, Benjamín Netanyahu, en junio de 2025.

El 6 de febrero de 2024, realizó su primer viaje internacional, visitando al Estado de Israel, en el contexto de la guerra de Gaza. Al ser consultado sobre el propósito de su viaje, explicó: «Voy para manifestar mi apoyo a Israel contra los ataques del grupo terrorista Hamás, mi solidaridad para con Israel y defender su legítimo derecho a la defensa». En ese mismo día, afirmó su intención de trasladar la embajada argentina a Jerusalén, visitó el Muro de las Lamentaciones y se reunió con el presidente de Israel, Isaac Herzog. Al día siguiente, se reunió con el primer ministro Benjamín Netanyahu y visitó el Yad Vashem. Finalmente, el 8 de febrero concluyó su viaje visitando ruinas ocasionadas por ataques y a familiares de rehenes.
El 13 de abril de 2024, tras el ataque de Irán a Israel, respaldó lo que considera «el derecho a defenderse de Israel» y culpó a Irán de promocionar «el terror y buscar la destrucción de la civilización occidental».

#### Ucrania

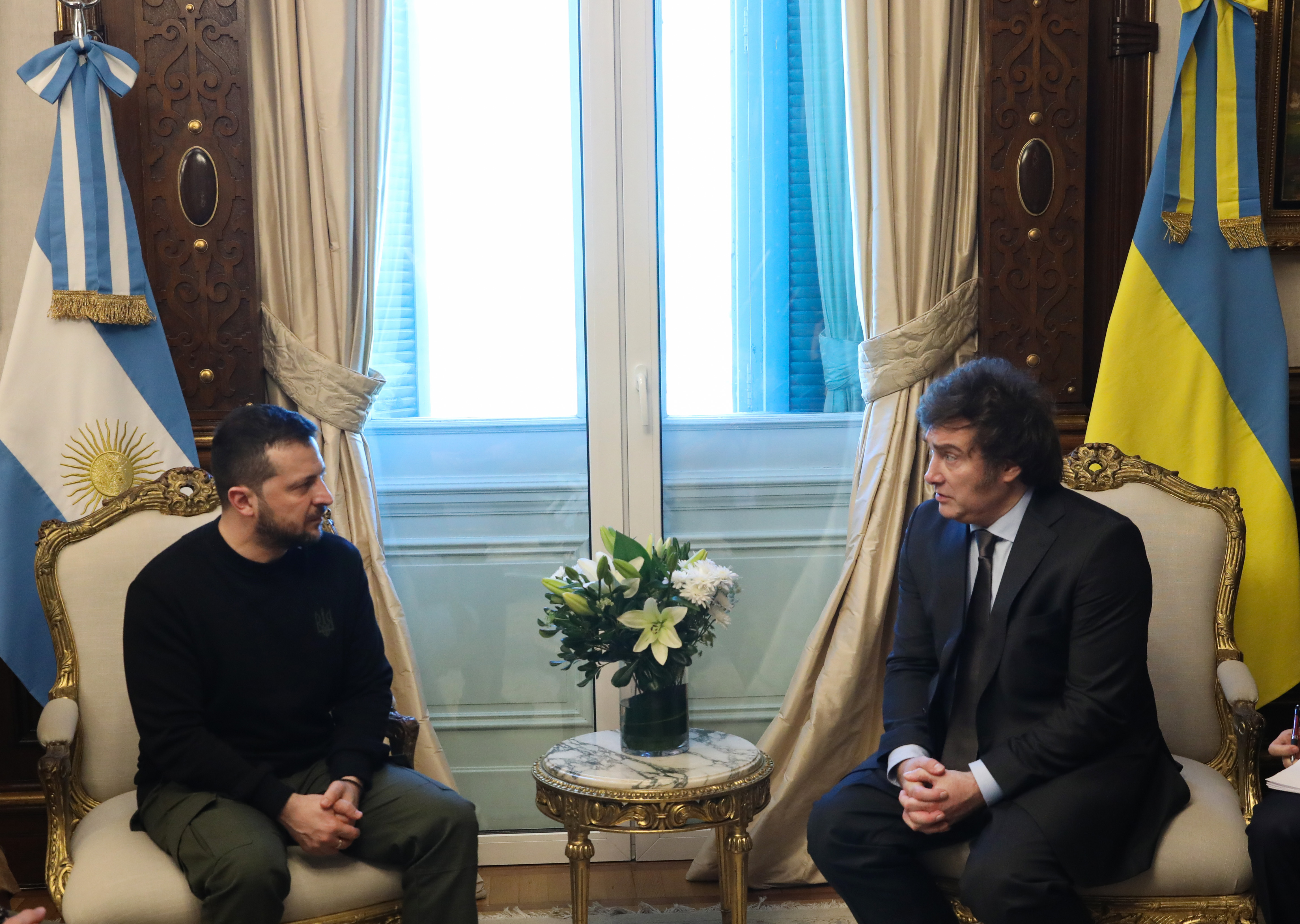
Milei junto a Volodímir Zelenski, 10 de diciembre de 2023.

Desde la asunción de Milei, Argentina cambió su posición neutral en el conflicto ruso-ucraniano. El primer indicio de este cambio fue la invitación al presidente de Ucrania Volodímir Zelenski a su investidura presidencial. Zelenski acudió, convirtiéndose en su primer viaje a América Latina desde el inicio del conflicto, pero Rusia decidió no llevar a ningún alto funcionario diplomático, exceptuando al embajador en Buenos Aires, Dmitri Feoktístov.
El 14 de junio de 2024, Argentina se adhirió al «Ukraine Defense Contact Group» (UDCG), una coalición internacional de 54 países que coordina la ayuda humanitaria y militar a Ucrania. Un día después, Milei participó de la Cumbre Global por la Paz en Ucrania realizada en Suiza. Allí declaró:

Quiero expresar en nombre del pueblo argentino nuestro máximo apoyo al pueblo de Ucrania y a nuestro amigo el presidente Zelenski, ya que como defensores de la libertad repudiamos cualquier forma de violencia.

Tras la asunción del gobierno de Donald Trump como presidente de Estados Unidos, Milei cambió su posición respecto al conflicto ruso-ucraniano. Es así que el 24 de febrero de 2025 en la votación de una resolución en la Asamblea de las Naciones Unidas que le exigía a Rusia retirar "de inmediato, por completo y sin condiciones todas sus fuerzas militares" del territorio ucraniano, Argentina se abstuvo, alineándose así a la nueva política del presidente estadounidense quien días antes había llamado dictador a Zelenski por no llamar a elecciones en medio del conflicto bélico.

#### OTAN
El 18 de abril de 2024, por orden de Milei, el ministro de Defensa Luis Petri, viajó a Bruselas, sede de la Organización del Tratado del Atlántico Norte (OTAN), para presentar la carta de intención de Argentina para convertirse en socio global de la organización.

#### España

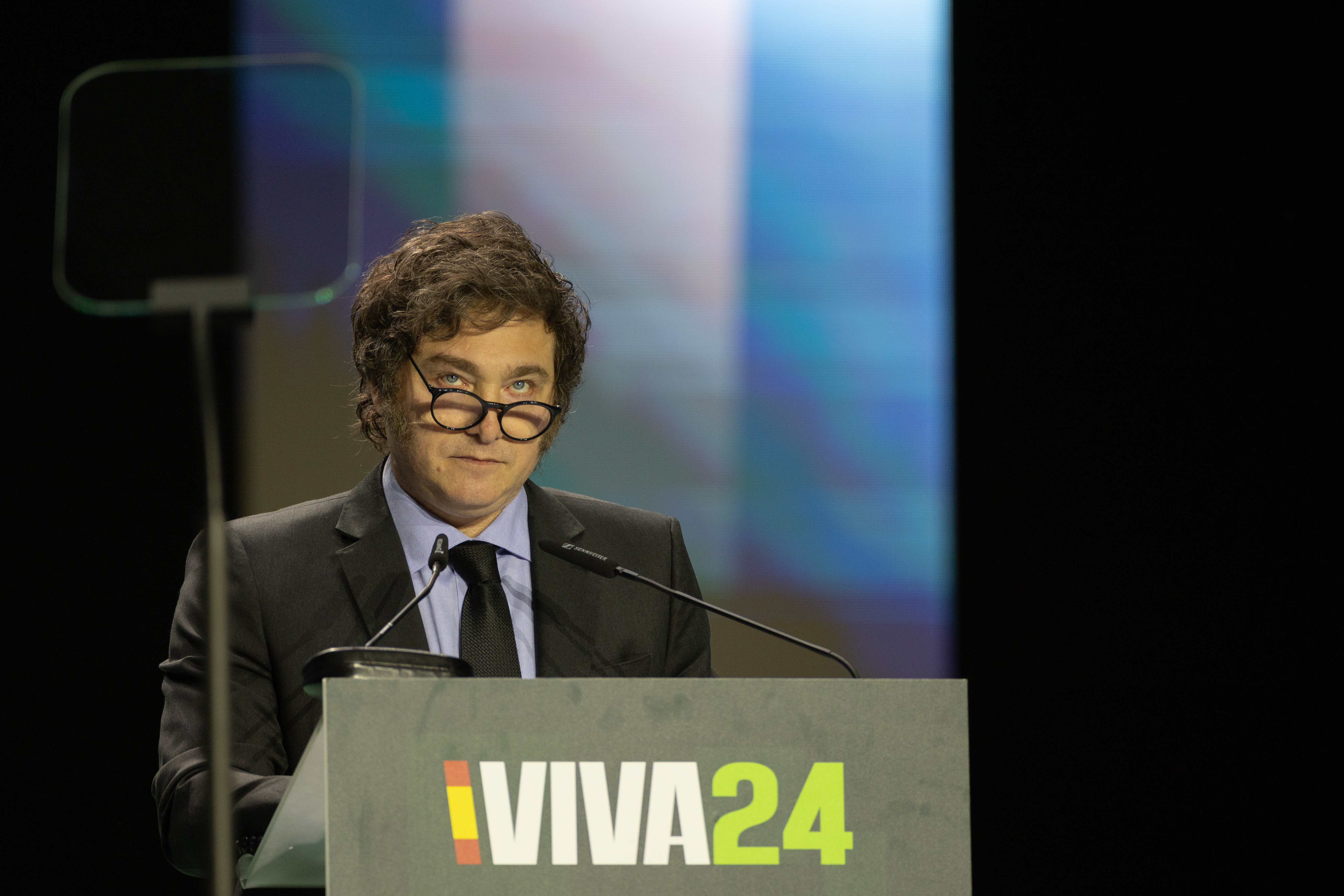
Milei dando un discurso en el «Viva24».

El 3 de mayo de 2024, el ministro de Transportes del Gobierno de España, Óscar Puente, realizó unas declaraciones durante un coloquio sobre comunicación y redes sociales, en las que mencionó unas declaraciones realizadas por Milei en televisión, acotando que las realizó «no sé en qué estado y previa a la ingesta o después de la ingesta de no sé qué sustancias».
Estas declaraciones fueron rechazadas por el gobierno argentino, que emitió un comunicado tachándolas de «calumnias e injurias». Por su parte, el ministro Puente declaró que «Si hubiera tenido la mínima noción, y ese es quizá mi gran error, de que iba a tener la difusión y la repercusión que ha tenido, no hubiera dicho lo que dije». El vocero presidencial argentino anunció entonces que «es un tema saldado» que «no debería escalar más allá de lo que ya ocurrió».
Pocos días después, el 19 de mayo de 2024, Milei participó del evento «Viva24», un acto en España organizado por el partido de ultraderecha Vox de Santiago Abascal. Allí pronunció un discurso en el que aludió, sin mencionar sus nombres, al presidente del Gobierno de España Pedro Sánchez y a su esposa Begoña Gómez Fernández en estos términos:

Aun cuando tenga a la mujer corrupta, se ensucia, y se tome cinco días para pensarlo.

Ese mismo día, el gobierno español llamó a consultas a su embajadora en Argentina, sine die y amenazó a Milei con tomar medidas oportunas en caso de que no realizara disculpas públicas.
El día 20 de mayo, Milei afirmó, en un reportaje televisivo, que no iba a pedir disculpas y que no había especificado que hablaba de Begoña Gómez en su discurso y amplió sus críticas al presidente español calificándolo de «cobarde», sosteniendo que él había sido el agredido por Pedro Sánchez y que se trataba de una agresión sistemática originada en el kirchnerismo.

Ante la negativa de Milei de pedir disculpas, el gobierno español retiró definitivamente a la embajadora María Jesús Alonso Jiménez y la embajada quedó reducida a encargada de negocios. Por su parte, Argentina conservó a su embajador en España. Poco después Josep Borrell, alto representante de la Unión Europea, condenó «los ataques contra familiares de líderes políticos». Los dueños de Telefónica, Naturgy y los de los bancos BBVA y Santander junto al presidente de la Confederación Española de Organizaciones Empresariales, Antonio Garamendi, rechazaron las declaraciones de Milei y las calificaron de estar «fuera de tono». Además la empresa Abertis, a la que Argentina le debe 299.5 millones de dólares y con la que Milei no llegó a un acuerdo esos días, reprobó la actuación del presidente argentino. 

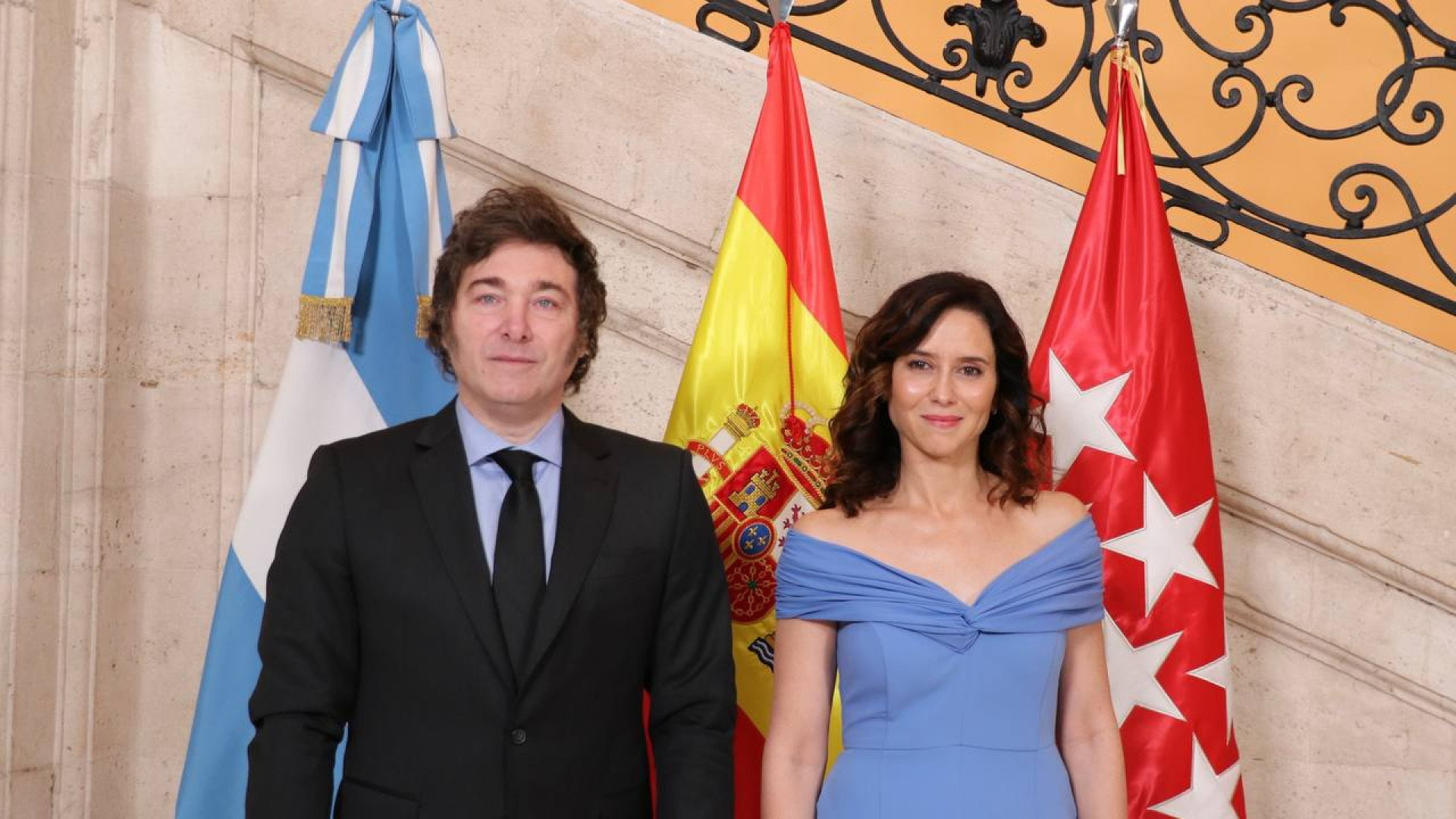
Milei junto a Isabel Díaz Ayuso, 21 de junio de 2024.

El 21 de junio de 2024, Milei viajó a España para reunirse con la presidenta de la Comunidad de Madrid, Isabel Díaz Ayuso, y recibir un premio del Instituto Juan de Mariana. Allí fue galardonado con la Medalla Internacional de la Comunidad de Madrid y brindó un discurso en donde mencionó a Sánchez:

Para finalizar, quiero contarles dos frases, una de Mises y una de Hayek. La frase de Mises dice que el conocimiento en la economía lleva al liberalismo. Y una frase de Hayek que dice que, si los socialistas entendieran de economía, no serían socialistas. Bueno, parece que una de las excepciones que hacen a la regla la hacen ustedes con el señor Sánchez, que evidentemente, a pesar de haber estado en economía, no entendió o le gusta mucho el Estado para llevarse puestos a los españoles.

Finalmente, el 29 de octubre de ese mismo año, el gobierno español nombró un embajador de España en Argentina, a pesar de que Milei nunca se disculpó por sus declaraciones, poniendo fin a la crisis diplomática.

### Política en transporte y energía
Uno de los anuncios del paquete de «Medidas de Emergencia Económica», presentado por el ministro de Economía, Luis Caputo el 12 de diciembre de 2023, fue el de una política de reducción de subsidios para el transporte público y la energía.
En enero de 2024 la tarifa mínima de colectivos del área metropolitana de Buenos Aires sufrió un incremento del 45 %, alcanzando un valor de 76.92 pesos. Las tarifas de los trenes del área metropolitana sufrieron un incremento del 45.32 %, mientras que las de los subtes de Ciudad de Buenos Aires uno del 37.5 %. En febrero, la tarifa mínima de colectivos del área metropolitana de Buenos Aires sufrió un incremento del 251 %, alcanzando un valor de 270 pesos, mientras que las de los trenes de esa área, sufrieron un incremento del 247 %. En ese mismo mes, eliminó el Fondo Compensador al Transporte Público, el cual, a través de transferencias del Estado Nacional, subsidiaba al transporte público en provincias del interior del país. Este fondo, en 2023, había aportado unos 102 000 millones de pesos en concepto de subsidios.
El 21 de diciembre de 2023, el gobierno comenzó el proceso para la «transformación del sistema registral de automotores», dispuesto en el artículo 364 del DNU 70/2023. En mayo de 2024, tras los resultados de la primera auditoría sobre la Dirección Nacional de Registros del Automotor, el gobierno anunció que cerraría el 40 % de los Registros Automotores y que reduciría el 30 % del personal de la Dirección de Registros Automotor. El 13 de mayo, se dispuso la eliminación de la obligatoriedad de la cédula azul, del Certificado de Transferencia Automotor que obligaba a reportar la venta de un vehículo a la AFIP, de la fecha de vencimiento de las cédulas verdes y comenzó la digitalización de los legajos de los vehículos.

### Política en infraestructura
Al inicio de la administración Milei, el área de infraestructura tuvo un nivel ministerial, creándose el Ministerio de Infraestructura, siendo liderado por Guillermo Ferraro. El 26 de febrero de 2024, tras la renuncia de Ferraro, se eliminó el ministerio recientemente creado y sus funciones pasaron a la esfera del Ministerio de Economía.
Desde el inicio de la presidencia de Milei, se anunció en el paquete de medidas de emergencia económicas el fin de la licitación de obras públicas por parte del gobierno nacional. Esto, sumado a la política de reducción de empleados estatales, provocó la paralización de obras que se estaban realizando hasta el momento y la desinversión en ciertos sectores dependientes del Estado. Un ejemplo de esto es la caída de la inversión en la red ferroviaria en un 98 % y un 41 % en gastos operativos, la reducción al 100 % en corredores viales y del 55.9 % en EnArSA. Respecto a las obras públicas, el presidente de la Cámara Argentina de la Construcción (CAMARCO) estimaba en mayo de 2024, que entre 3500 y 4000 obras públicas estaban paralizadas y que se habían perdido más de cien mil empleos. Ante esta situación, algunos gobernadores firmaron el traspaso de ciertas obras públicas, a cargo del gobierno nacional hasta ese momento, para poder continuarlas con fondos propios.
El 29 de mayo de 2024, durante la estación de otoño, se suspendió el suministro de gas a ciertas industrias y centrales termoeléctricas debido a la demora en la compra por quinientos millones de dólares de este recurso a la empresa brasilera Petrobras. Esta compra se había realizado de urgencia, ante un aumento de la demanda y la imposibilidad de la infraestructura energética de satisfacerla a tiempo. El gobierno se excusó remarcando que era un año con temperaturas atípicas y que la demanda había incrementado cerca de un 55 % interanual. La oposición acusó al gobierno de ser el responsable de esta faltante por haber paralizado la construcción de la primera etapa del gasoducto Presidente Néstor Kirchner (GNK), la cual se compone de la construcción de dos plantas compresoras en Tratayén y Salliqueló y que hubieran abastecido al país con la infraestructura necesaria para no presentar problemas en el suministro de gas. Según la ex secretaria de energía Flavia Royon, la obra en Tratayén se encontraba, para diciembre de 2023, completa en un 82 % y debía seguirse. La versión del gobierno es que la obra no se paralizó y que al momento de asumir recibieron la obra en Salliqueló un 19 % completa y con tres meses de demora; y Tratayén al 39 % con cinco de demora y que habían heredado una deuda del gobierno anterior con las empresas constructoras. Coincidiendo con este hecho el gobierno comenzó a implementar un nuevo régimen tarifario para reducir gradualmente los subsidios en gas y electricidad. En junio de ese mismo año terminó la construcción de la primera planta compresora del gasoducto en Tratayén.

### Política de seguridad
La ministra de seguridad designada fue Patricia Bullrich, la cual ya había ejercido el mismo cargo durante la presidencia de Mauricio Macri. Durante toda la campaña se hizo enfoque en la lucha contra la delincuencia, utilizando el eslogan «El que las hace las paga», y criticando la denominada «doctrina Zaffaroni». El 14 de diciembre, la ministra Bullrich presentó el nuevo «Protocolo de Orden Público» de aplicación nacional, el cual permite la actuación de las fuerzas de seguridad cuando una protesta impida el tránsito sin una orden judicial, la posibilidad de multar a las organizaciones presentes en manifestaciones por los costos operativos y por daños ambientales, entre otras cosas.

### Política en defensa
En abril de 2024, el ministro de Defensa, Luis Petri, firmó un acuerdo de compra con Dinamarca para la adquisición veinticuatro cazas polivalentes Lockheed Martin F-16 Fighting Falcon Bloque 15 MLU (dieciséis monoplaza y ocho biplaza), procedentes de la Real Fuerza Aérea de Dinamarca. Con esta adquisición, Argentina recuperó la capacidad de interceptación supersónica perdida en 2015, con la baja de servicio de los Mirage IIIEA y M-V Dagger. En ese mismo mes, Estados Unidos anunció el otorgamiento de Financiamiento Militar Extranjero (FMF) por cuarenta millones de dólares al país, con el objetivo de apoyar el proceso de modernización de la defensa. Argentina no recibía este financiamiento desde 2003.
En julio de 2024, el gobierno gastó 10 millones de dólares para reactivar un acuerdo de compra con Noruega por 4 Lockheed P-3 Orion (3 P-3C y un P-3N), por el monto total de 67 millones de dólares. La operación debía concretarse durante la gestión de Alberto Fernández, sin embargo, estaba inactiva ya que habían incumplido las fechas de pago. El primero de los P-3 llegó en septiembre del mismo año.

### Cultura e información
Durante la administración de Javier Milei, se degradó al Ministerio de Cultura en secretaría, y pasó a la órbita del Ministerio de Capital Humano, siendo designado como funcionario a Leonardo Cifelli.
A través de un decreto de necesidad y urgencia transformó todas las empresas pertenecientes al Estado en sociedades anónimas, lo que incluyó a la agencia de noticias estatal Télam a la que tachó de ser una «agencia de propaganda kirchnerista». El 1 de marzo de 2024, durante su discurso en la apertura de las sesiones ordinarias del Congreso, Milei confirmó la intención de cerrar Télam. Durante la madrugada del 4 de marzo de 2024 el sitio web fue dado de baja, los dos edificios aparecieron vallados y los empleados informaron que empezaron a recibir telegramas en los que se les anunciaba que fueron «dispensados» de prestar servicios por una semana.
El 11 de marzo de 2024, anunció una reorganización del Instituto Nacional de Cine y Artes Audiovisuales, instituto que poseía un déficit presupuestario de cuatro millones de dólares, empezando un proceso de reducción de gastos.

### Intento de golpe de Estado
El 12 de junio de 2024 la «Oficina del Presidente» denunció que ese mismo día hubo un intento de golpe de Estado en Argentina, llevado adelante durante una manifestación en contra de la llamada «Ley Bases». El Gobierno denunció también que el golpe de Estado fue intentado por «grupos terroristas», «con palos, piedras e incluso granadas».
El gobierno detuvo a 33 personas a las que acusó de participar en el golpe de Estado. Abierta la causa judicial la justicia desestimó que hubiera existido «intimidación pública». Hasta el 12 de julio la justicia había liberado a 31 de los 33 detenidos.
El 13 de julio de 2024 el presidente Milei denunció que el banco Macro había realizado una serie de operaciones financieras con la intención de impulsar un golpe de Estado, pero que fue «derrotado» por el gobierno mediante otras operaciones financieras.

## Historial electoral
|  | 13.90 % |

|  | 17.04 % |

|  | 29.86 % |

|  | 29.99 % |

|  | 55.65 % |

## Controversias

### Posición y pensamiento
Sección principal: Pensamiento
Varias de sus posturas han causado polémica, como su oposición al aborto, incluso en casos de abuso sexual, su rechazo a la educación sexual integral en las escuelas, su apoyo a la libre portación de armas, promover la teoría de conspiración de extrema derecha llamada marxismo cultural, la negación de la existencia del calentamiento global, el rechazo a la vacunación y la cuarentena en la pandemia de COVID-19 y el parcial negacionismo del terrorismo de Estado en Argentina.
En junio de 2022, Milei se pronunció a favor de no prohibir la compra-venta de órganos humanos entre privados y de eliminar todas las regulaciones estatales, en la medida en que considera que «es un mercado más» y «mi primera propiedad es mi cuerpo». Sus declaraciones provocaron el rechazo del INCUCAI (Instituto Nacional Central Único Coordinador de Ablación e Implante). Otra declaración polémica, simultánea a su aprobación de la venta de órganos, fue la ambigua respuesta que dio cuando se le preguntó sobre la venta de niños:

Depende en qué términos estés pensando. (…) en un mundo anarcocapitalista le das un lugar a los usos y costumbres. Va a aparecer un entramado legal como consecuencia de las decisiones de las personas y quizá, en uno de esos contextos, es absolutamente repudiable y no se hace; tiene que ver con lo que decidió la sociedad y piensa determinadas cosas… Yo, si tuviera un hijo, no lo vendería, pero de nuevo, no es lo que está discutiendo la sociedad argentina, quizá de acá a 200 años (…).

Milei posteriormente se defendió diciendo que estas son «discusiones filosóficas que le realizan porque no quieren que hable del problema de fondo de la Argentina», en referencia a la deteriorada situación económica del país, y que la venta de órganos «es una discusión filosófica que no sé si estamos preparados». Admitió que él puede llegar a desacertar y explicó:

Condeno la venta de niños y respeto las instituciones. Me trajeron un supuesto filosófico y como paleolibertario conté que ahí hay una discusión, pero, nada tiene que ver con lo que pienso (...). Obviamente, no estoy de acuerdo con la venta de niños.

### Movilizaciones y protestas de la oposición contra su gobierno
Tras el Decreto de Necesidad y Urgencia 70/2023, emitido el 20 de diciembre de 2023, se produjo una serie de manifestaciones frente al Congreso, la Casa Rosada y en otras ciudades. Algunas de estas protestas fueron organizadas por la Confederación General del Trabajo, por movimientos sociales de izquierda y otras autoconvocadas.
La organización Amnistía Internacional mostró su preocupación por las medidas tomadas en materia de seguridad, acusándolas de vulnerar el derecho a la libre reunión y asociación, la libertad de expresión y de protesta social y denunció que no se ajustan a los estándares internacionales sobre uso de la fuerza por parte de fuerzas de seguridad desarrollados por organismos internacionales.
El 24 de enero de 2024 la Confederación General del Trabajo realizó un paro general rechazando al DNU y al proyecto de ley ómnibus, movilizándose frente al Congreso. Participó en la manifestación el gobernador de la provincia de Buenos Aires, Axel Kicillof.
El 1 de marzo se convocó un «molinetazo» en distintas estaciones de trenes y subtes en protesta por la subida de los precios del transporte público.
El 24 de abril se convocó una movilización en repudio a la desinversión en materia universitaria. La marcha se conoció popularmente como «Marcha Federal Universitaria». Según el gobierno de la Ciudad de Buenos Aires, la movilización contó con la participación de más de 150 000.
El 1 de febrero de 2025 se realizó la Marcha Federal del Orgullo Antifascista y Antirracista, en repudio al «discurso de odio» y amenazas de Milei contra la «ideología de género» y el colectivo LGBT, y los derechos feministas y LGBT, en el Foro de Davos. La marcha tuvo una adhesión multitudinaria y fue realizada en las principales ciudades argentinas, de Europa, América Latina y Estados Unidos. En la ciudad de Buenos Aires la marcha ocupó las diecisiete cuadras de la Avenida de Mayo y cubrió la Plaza de Mayo, siendo calculada por los organizadores en un millón de personas.
En países extranjeros
Coincidiendo con su viaje a Alemania entre el 22 y el 23 de junio se llevaron a cabo protestas de ciudadanos argentinos y alemanes contra su presencia. En su paso por Hamburgo manifestantes protestaron en repudio a su presencia delante del hotel que alojaba al mandatario y a su hermana Karina. La convocatoria fue lanzada por organizaciones de la diáspora argentina y alemanas con pancartas con lemas como «Miseria Neoliberal» o «Fuera corrupto», entre otros. La convocatoria formaba parte del denominado «mes anti-Milei», una serie de actos en diversos puntos de Alemania y que culminaron en Berlín con un «festival de la democracia».
Con la llegada de Milei a París con motivo de la inauguración de los Juegos Olímpicos aparecieron afiches en casas, calles y monumentos en los que aparecía un dibujo de Milei declarándolo «persona no grata».
El 1 de febrero de 2025 se realizaron manifestaciones en apoyo a la Marcha Federal del Orgullo Antifascista y Antirracista, en repudio al «discurso de odio» y amenazas de Milei contra la «ideología de género» y los derechos feministas y LGBT, en el Foro de Davos, en Europa, América Latina y Estados Unidos. Hubo concentraciones en Berlín, Roma, París, Barcelona, Madrid, Londres, Lisboa y Ámsterdam. También se convocaron en Santiago de Chile, Río de Janeiro, São Paulo, Florianópolis, Montevideo, Nueva York y Ciudad de México, entre otras ciudades.

### Acusiones de espionaje a opositores
La Comisión Provincial por la Memoria (CPM) detectó y denunció a la justicia penal, la reiterada presencia en las manifestaciones opositores de sujetos no identificados, que interactuaba con los agentes policiales, realizando videofilmaciones de los manifestantes. En un informe con datos actualizados al 30 de noviembre de 2024, la CPM detalla que en treinta y cuatro de las sesenta manifestaciones monitoreadas «se registraron prácticas asociadas a prácticas de inteligencia ilegal». El organismo presentó al juez fotografías y videos que muestran la presencia de personal de civil y de policías realizando filmaciones ilegales.

### Agresiones y cruces con periodistas y políticos
Milei ha sido apuntado por los recurrentes insultos y agravios que ha proferido a políticos de distintos partidos y periodistas. Por ejemplo, en agosto de 2021 calificó a Horacio Rodríguez Larreta (jefe de Gobierno de Buenos Aires) de «zurdo de mierda», «gusano asqueroso arrastrado» y de quien dijo que «te puedo aplastar aun en silla de ruedas», acusándolo de utilizar fondos públicos para perseguir opositores. Durante la campaña para las elecciones presidenciales de 2023, afirmó que su contrincante Patricia Bullrich, del espacio de Juntos por el Cambio, fue una «montonera tirabombas», en referencia a su pasado militante en la Juventud Peronista, lo cual motivó una denuncia penal por calumnias e injurias contra el libertario. Tras la victoria de Milei en el balotaje del 22 de octubre, él y Bullrich se disculparon mutuamente.
Durante la campaña, el presidente de Colombia, Gustavo Petro, se pronunció sobre los resultados de las elecciones primarias abiertas simultáneas y obligatorias (PASO) del 13 de agosto, comparando los dichos de Milei con Adolf Hiltler. «Eso decía Hitler» afirmó en su red social X (Twitter) en respuesta al entonces candidato libertario, donde dijo que el socialista es una «basura» y un «excremento humano», entre otras controvertidas declaraciones. Previo al balotaje, Petro comparó a Milei con los dictadores militares Rafael Videla y Augusto Pinochet, alegando que Argentina elegía entre la «la esperanza y la barbarie», apoyando la candidatura de Sergio Massa. Luego de los resultados del balotaje del 19 de noviembre, Petro redactó: «Ha ganado la extrema derecha en Argentina; es la decisión de su sociedad. Triste para América Latina». Como respuesta, el 26 de enero de 2024, Milei llamó «comunista asesino» a Petro —en referencia a la participación del mandatario colombiano en la organización guerrillera Movimiento 19 de abril, lo cual fue protestado oficialmente por la Cancillería colombiana—.
Como presidente, en febrero de 2024 describió al Congreso como «un nido de ratas». Asimismo, ha dicho estar en contra del Papa Francisco, al que definió como «el representante del Maligno en la tierra ocupando el trono de la casa de Dios»; según Milei, Francisco «impulsa el comunismo» y eso «va en contra de las sagradas escrituras». Estas declaraciones fueron tachadas por algunos simpatizantes de la Iglesia católica como «graves».
Por otra parte, organizaciones como la Academia Nacional de Periodistas, ADEPA, FOPEA y ACERA han manifestado su inquietud por los insultos, malos tratos y acciones legales que Milei ha emprendido contra profesionales de la prensa en sus distintas intervenciones. Así, en 2018, una periodista denunció a Milei por violencia de género después de que él la insultase repetidas veces en una conferencia de prensa en Metán (Salta), a razón de una cuestión vinculada a la teoría económica keynesiana, aunque finalmente el juzgado desestimó la causa al entender que «no hubo violencia, no hubo violencia de género y no hubo delito alguno» por parte de Milei. Previo a las elecciones primarias de Argentina de 2023, Javier Milei tuvo un incidente con el periodista y escritor Facundo Pastor en los pasillos del canal América en el que, según detalla el periodista, Milei le negó el saludo y le advirtió luego de algunos improperios, que: «si llego a la presidencia, preparate para correr». También enfrentó un incidente en el aeropuerto de Rosario durante su cierre de campaña en noviembre de 2023, cuando empujó a un periodista del Canal 3 de Rosario y le reprochó que la actividad era para la gente, no para él, acarreándose así el repudio por parte del Sindicato de Prensa de Rosario. Alegando «daño a la moral», «afectación al honor» y banalización del Holocausto, Milei también emprendió acciones legales contra los periodistas Pablo Duggan, Fabián Doman, Débora Plager, Paulo Vilouta y Martín Candalaft por haber relacionado sus declaraciones sobre la «superioridad estética y moral» de los libertarios con la superioridad racial que enarbolaba el nazismo. La Fundación LED y el Foro de Periodismo Argentino (FOPEA) consideraron esta acción como un ataque a la libertad de expresión. Posteriormente, Milei llegó a un acuerdo con Duggan y Vilouta para suspender la acción legal contra ellos.

### Acusaciones de plagio y falsedades
En 2021, un usuario anónimo de Medium acusó a Milei de escribir algunas de sus columnas de opinión para El Cronista e Infobae copiando fragmentos de diversos intelectuales de la escuela austríaca de economía, sin citar ni atribuir autoría, denuncia de plagio que fue replicada por varios medios nacionales como La Nación o Perfil y verificada por La Nueva Provincia. Milei se defendió al sostener que sus columnas «son columnas de divulgación» y que «en las cuales, por practicidad, no se suelen hacer las citas», que está en contra de la propiedad intelectual como Murray Rothbard, y que no recibió dinero por esos escritos. En el año 2020, también fue acusado de plagio de varios textos para su libro Pandenómics y además de autoplagiar diversos párrafos de la introducción al libro 4000 años de controles de precios y salarios que había escrito por encargo y se había publicado ese mismo año.
La Editorial Planeta, mediante la red social X, reconoció errores en la biografía resumida de la contraportada de su libro El camino del libertario, comprometiéndose a retirar del mercado español los ejemplares y corregirlos. Varios medios se hicieron eco de los «datos falsos».

### Promoción de Coinx
En junio de 2022 se informó que la empresa de criptomonedas Coinx cerró sus oficinas luego de verse involucrada en una controversia de presunta estafa piramidal por la que el directivo acabó detenido. La empresa fue promocionada por Javier Milei en sus redes sociales diciendo: «Están revolucionando la manera de inversión para ayudar a escapar de la inflación». En ese momento ni Javier Milei se encontraba en el Registro de Idóneos de la CNV como para realizar al público invitaciones a invertir ni CoinX poseía la autorización para operar en el ámbito de la oferta pública, lo que llevó a la CNV a declararlo cómo oferta pública irregular.

### Acusaciones por generar incertidumbre financiera
El 9 de octubre de 2023, en una entrevista en Radio Mitre, el periodista Eduardo Feinmann le preguntó a Milei qué recomendaría hacer con los plazos fijos que vencían ese día. Milei sugirió que no los renovarían y criticó al peso argentino, declarando que «el peso es la moneda que emite el político argentino, por ende, no puede valer ni excremento, esas basuras no pueden valer ni para abono». El día después de la entrevista y en medio de una fuerte suba del dólar no oficial, la Asociación Bancaria emitió un comunicado rechazando el «terrorismo electoral» de las declaraciones de Milei y calificándolas de irresponsables. Los candidatos a presidente, Sergio Massa y Patricia Bullrich también calificarían a Milei de esa manera.
Milei salió a contestar ese mismo día a través de la red social X (antes Twitter) bajo el lema de «Háganse cargo», sosteniendo que era una canallada responsabilizarlo de hacer declaraciones que pudieran generar incertidumbre financiera cuando, según el propio Milei, él nunca ha ejercido la función pública.

HÁGANSE CARGO
El gobierno kirchnerista de Alberto Fernández, Cristina Kirchner y Sergio Massa debe hacerse cargo del descalabro económico que han producido. Emitir a mansalva para financiar un gasto público exorbitante con el que los Insaurralde de la vida pagan su vida de monarcas tiene consecuencias y las estamos pagando todos los argentinos de bien.
Pretender responsabilizar al único candidato que no ha ejercido nunca la función pública y que viene a plantear un cambio rotundo de modelo para eliminar la inflación para siempre es una canallada únicamente esperable del kirchnerismo. No saben hacer otra cosa más que echarle la culpa a un tercero.
La debacle económica que estamos viviendo es responsabilidad pura y exclusiva de todos aquellos que defienden este modelo empobrecedor basado en la emisión monetaria para financiar al Estado.
Sistemáticamente hemos ejercido la prudencia para evitar que explote la bomba que vienen gestando el Presidente Fernández, la Vicepresidente Kirchner y el Ministro Massa. Somos los únicos que hemos hecho una propuesta concreta para evitar la crisis.

Háganse cargo.

Las afirmaciones de Milei le valieron la denuncia penal por parte del entonces presidente de la Nación, Alberto Fernández, el día 11 de octubre. Tras esto, Milei convocó a una conferencia de prensa donde cuestionó al oficialismo, Juntos por el Cambio, la CGT y los bancos, por criticarlo. Afirmó también que la denuncia de Fernández fue un intento de proscripción y se desligó de responsabilidad la corrida cambiaria. Finalmente, el 4 de diciembre, el juez federal Julián Ercolini archivó la causa debido a «inexistencia de delito» alegando que «los hechos relatados en las denuncias no constituían delito alguno y no resultaba posible extraer fundamentos que sostengan el inicio de una investigación penal».

### Denuncias penales por actos intimidatorios y discriminatorios
Tras su discurso en el Foro Económico Mundial en enero de 2025 en el que amenazó a la izquierda política; declaró su intención de exterminar al «virus de la izquierda woke» al que definió como un «cáncer»; afirmó que intentará eliminar la figura de femicidio del código penal y que mujeres solo buscan «privilegios» y «pisotear a los hombres»; además de haber acusado a la comunidad LGBT «en sus versiones más extremas» de «pedófila» y de realizar «prácticas de mutilación en niños», Milei fue denunciado penalmente por los delitos de amenazas, intimidación pública, apología del delito e infracción a la Ley Contra la Discriminación por el abogado Gregorio Dalbon. También fue denunciado penalmente por Daniel Catalano, secretario general de ATE Capital, por «instigación a cometer delito».

### Asuntos LGBT y de género
Diversas publicaciones han llamado la atención sobre manifestaciones homofobicas y transfobicas del presidente y su equipo. En enero de 2025 expuso en el Foro de Davos donde cuestionó «la ideología woke», calificándola de «virus mental», «ideología criminal» y «cáncer que hay que extirpar», e incluyendo en la misma al «feminismo, diversidad... femicidio, aborto e ideología de género». En ese contexto Milei se pronunció contra «la agenda LGBT, queriendo imponernos que las mujeres son hombres y los hombres son mujeres sólo si así se autoperciben»... Sostuvo que:

En sus versiones más extremas la ideología de género constituye lisa y llanamente abuso infantil. Son pedófilos... Están dañando irreversiblemente a niños sanos mediante tratamientos hormonales y mutilaciones, como si un menor de cinco años pudiera prestar su consentimiento a semejante cosa. Y si ocurriera que su familia no está de acuerdo, siempre habrá agentes del Estado dispuestos a interceder en favor de lo que ellos llaman el interés del menor.

Se refirió también a la homofobia y a la transfobia como «inventos cuyo único propósito es intentar callar a quienes denuncian este escándalo» y cuestionó «la doctrina de la diversidad», mencionando los cupos antidiscriminatorios existentes «en nuestras empresas, instituciones públicas y casas de estudios».
Milei fue denunciado penalmente por esas expresiones por el diputado Esteban Paulón y repudiado por diversas organizaciones LGBT, de derechos humanos, políticas y sociales. Altos funcionarios del gobierno salieron a aclarar públicamente las declaraciones de Milei, como el jefe de Gabinete Guillermo Francos, quien sostuvo que «de las puertas de la casa para adentro, cada uno puede hacer lo que le parezca», pero que no debía permitirse «la promoción de esas situaciones de manera pública».
Previamente, Milei había manifestado públicamente su apoyo al matrimonio igualitario, defendiendo la libertad ilimitada entre adultos de contraer matrimonio con quienes quieran, del mismo sexo o sexos distintos, «entre dos partes, tres partes o cincuenta», mencionando incluso la posibilidad de «estar con un elefante», sin que el Estado deba intervenir. Dio a conocer también que sexualmente participaba en tríos, en algunos casos con otros hombres y que el sexo tradicional le «parecía espantoso».
Ante las expresiones de Milei, diversas organizaciones convocaron una «Marcha del Orgullo Antifascista y Antiracista LGBT», a realizarse el sábado 1 de febrero de 2025.

### Promoción de la criptomoneda $LIBRA
El 14 de febrero de 2025, la empresa panameña KIP creó el token «$LIBRA» como parte de un proyecto denominado «Viva La Libertad». Milei fue la primera persona en recomendar y publicar información sobre la criptomoneda $LIBRA a través de sus cuentas oficiales en Instagram, X y Facebook. A esta promoción se sumaron publicaciones de apoyo de miembros del gobierno y personalidades influyentes. Inmediatamente después de la publicación de Milei, $LIBRA comenzó a cotizar en alza, aumentando drásticamente en cuarenta minutos. Sin embargo, los fundadores de Libra, que poseían el 70 % del circulante, vendieron abruptamente sus tenencias, provocando una caída del 85 % en el valor de la cripto, ganando 87 millones de dólares a costa de unas 50.000 personas que compraron la moneda y vieron desaparecer su valor en una operación tipo "pump and dump".
La empresa KIP Protocol, registrada en Panamá, contó con el servicio de infraestructura tecnológica de la empresa Kelsier, propiedad de Hayden Mark Davis. Según el gobierno, Milei se reunió con los directivos de KIP Protocol y conoció el proyecto Viva la Libertad, el cual financiaría emprendimientos privados en el país utilizando tecnología blockchain. Durante la madrugada del 15 de febrero, Milei declaró que había promocionado la criptomoneda sin estar interiorizado en los pormenores del proyecto y decidió eliminar su publicación. Simultáneamente, KIP Protocol emitió un comunicado aclarando que sólo proveían infraestructura técnica y que la ejecución del proyecto era responsabilidad de Kelsier. Hayden Davis, dueño de Kelsier, también publicó un comunicado, calificando de abrupta la decisión del gobierno de borrar su publicación de apoyo y asegurando que los inversores de Libra se sintieron traicionados.
Tras este hecho, diputados de Unión por la Patria anunciaron la intención de convocar un proceso de juicio político contra Milei, quien fue denunciado penalmente bajo la acusación de violación de los deberes de funcionario público. La respuesta del gobierno fue pedir a la Oficina Anticorrupción que determine si existió una conducta impropia y crear una nueva repartición denominada «Unidad de Tareas de Investigación» para investigar todo el proyecto $LIBRA. A 17 de febrero, se habían presentado 112 denuncias contra Milei, incluyendo una del empresario Charles Hoskinson. Las denuncias recogían acusaciones de fraude, cohecho, asociación ilícita, negociaciones incompatibles con la función pública e infracción a la Ética Pública. Además, el FBI y el departamento de seguridad financiera de Estados Unidos iniciaron una investigación debido a las denuncias registradas contra Milei. Ese mismo día, un nuevo tuit de Javier Milei retuiteando a Darío Epstein hizo que la moneda volviera a subir para luego desplomarse nuevamente.
En una entrevista, Milei justificó su participación alegando ignorancia sobre las criptomonedas y afirmando que simplemente estaba promocionando el token. El escándalo ha afectado a alrededor de 44 000 personas.
Hay discusiones en curso sobre posibles acciones legales contra Milei en los Estados Unidos.
El estudio Burwick Law presentó ante la Corte Suprema de Nueva York una demanda colectiva por el caso $LIBRA, representando a más de 200 inversores afectados. Entre los acusados figuran Hayden, Gideon y Thomas Davis, Julian Peh, Benjamin Chow y las empresas Kelsier Ventures, Kip Protocol y Meteora, señalados por manipulación financiera. La demanda menciona al presidente argentino Javier Milei, pero no como acusado. En paralelo, el caso es investigado por el Departamento de Justicia de EE. UU. y la fiscalía argentina.

## Distinciones y condecoraciones

### Condecoraciones
- Orden de la Libertad, Ucrania. Otorgada por el Estado de Ucrania por «sus contribuciones personales en el fortalecimiento de las relaciones entre los estados de Argentina y Ucrania y en la defensa de la integridad de la soberanía del territorio de Ucrania» (2024).[600]

- Medalla Internacional de la Comunidad de Madrid, Reino de España. Otorgada por la Comunidad de Madrid «en reconocimiento a los vínculos históricos, culturales, lingüísticos y económicos que unen la región con el país hispanoamericano» (2024).[601]
- Orden Ecuestre Militar de los Caballeros Granaderos de los Andes. Otorgada por el Regimiento de Granaderos a Caballo «General San Martín»(2025).[602][603]

### Otras distinciones
Doctor honoris causa
- Argentina: Escuela Superior de Economía y Administración de Empresas (ESEADE; 2022).[51]

Premio Juan de Mariana
- España: Instituto Juan de Mariana (2024)[604]

Medalla Hayek

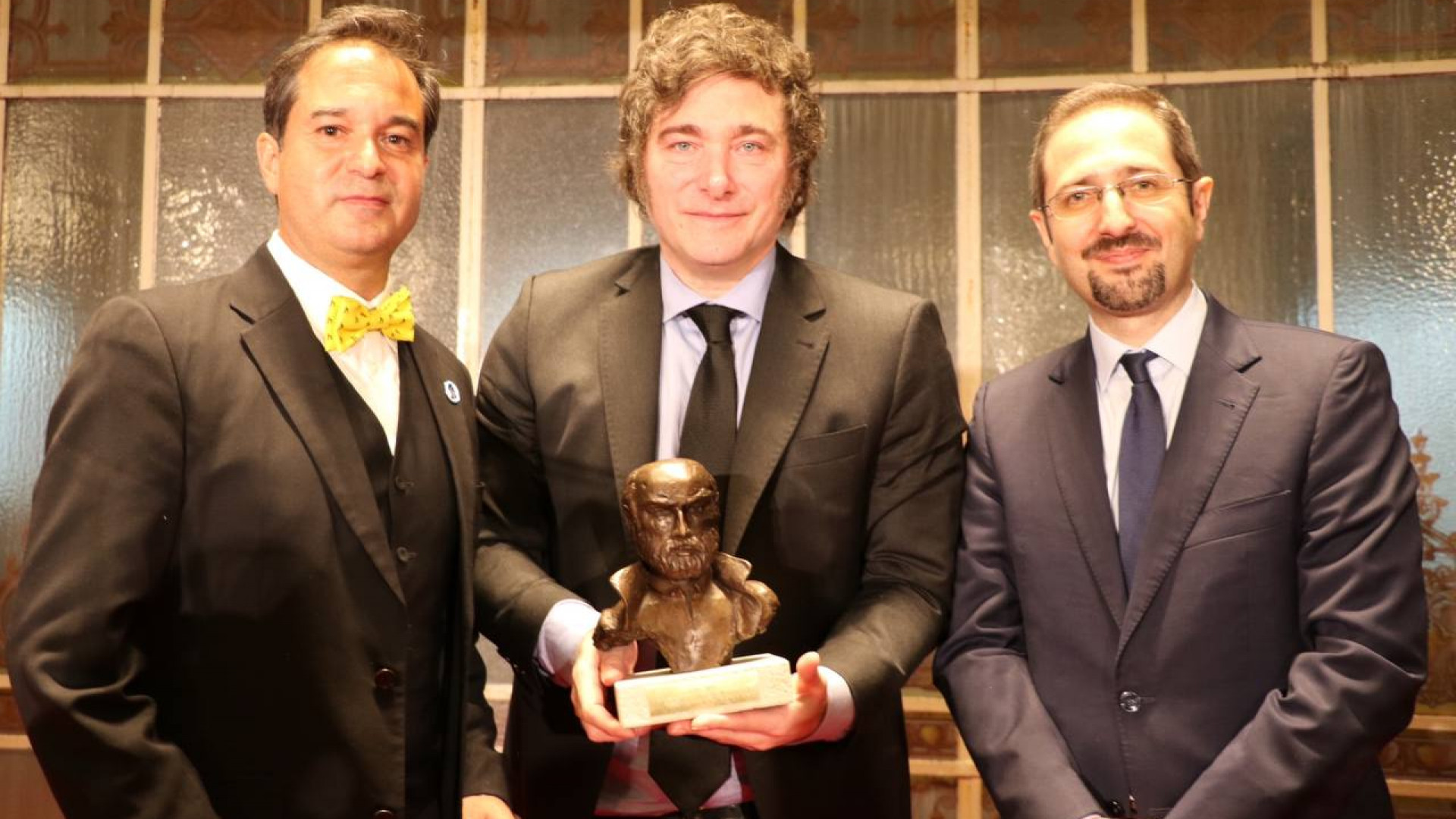
Milei recibiendo el Premio del Instituto Juan de Mariana 2024.

- Alemania: Otorgada por la Sociedad Hayek Alemana por «la lucha de la noble causa de la libertad que es batalla que ha presentado Milei en el plano académico y ahora en el plano político» (2024).[605]

Embajador Internacional de la Luz
- Estados Unidos / Israel: Otorgada por la sinagoga The Shul de Jabad-Lubavitch por «su incondicional apoyo a Israel en el marco de la guerra que enfrenta contra Hamás» (2024).[606]

Huésped Distinguido
- El Salvador: Otorgada por la Alcaldía de San Salvador Centro en el marco de su visita oficial a San Salvador como invitado a la segunda investidura presidencial de Nayib Bukele (2024).[607]

Medalla de las tres «i» («Imbrochável, Imorrível, Incomível»)
- Otorgada por Jair Bolsonaro en una reunión de la Conferencia Política de Acción Conservadora. La traducción en español vendría a ser «el que no tiene gatillazos, el que no muere, al que no se pueden follar».[608]

Premio ILAN a la Innovación Política
- Otorgado por Isaac Assa, presidente de ILAN (Israel Latin American Network) (2024)[609][610]

Ciudadanía italiana
- Italia: En diciembre de 2024, la Presidente del Consejo de Ministros de Italia, Giorgia Meloni, le entregó a Javier y Karina Milei la ciudadanía italiana «por descendencia», despertando críticas de la oposición al gobierno de Meloni.[611][612]

Premio Internacional Milton Friedman
- Otorgado por Students for Liberty Italia (2024).[613]

Premio al Legado de Ronald Reagan
- Otorgado por Americans for Tax Reform, la Asociación de Contribuyentes Argentinos y la Fundación Tholos (2024).[614]

Premio Genesis
- Otorgado por la fundación Genesis Price por «su inequívoco apoyo a Israel en uno de los momentos más difíciles desde la fundación del Estado judío» (2025).[615][616]

Premio Röpke
- Otorgado por Liberales Institute (2025).[11]

Premio al «Economista del Año»
- Brasil: otorgado por la Orden de Economistas de Brasil (OEB) en febrero de 2025, aunque desconocido por el Consejo Federal de Economía de Brasil, debido a que el presidente en ejercicio de la OEB, Enríquez García, está inhabilitado desde 2019 por el Tribunal de Cuentas de Brasil para ejercer cargos públicos por estafa.[617]

Premio «Lion of Liberty Award»
- Estados Unidos: otorgado por American Patriots Gala por «su defensa a la libertad, la economía de libre mercado y los valores conservadores» (2025).[618][619]

## Libros
- — (1997). Un marco teórico para el análisis del sector eléctrico argentino. Universidad de Belgrano.
- — (2007). Regulación por tasa de retorno y valor de mercado: interpretando la lógica económica de los reclamos que enfrenta Argentina ante el CIADI. Buenos Aires CEDES 2007.
- — (2014). Lecturas de economía en tiempos del kirchnerismo. Grupo Unión Editorial. ISBN 978-987-3773-00-6. OCLC 958496578.
- — (2014). Política económica contrarreloj: síntomas, diagnóstico y medidas para salir del cepo y volver a crecer. Grupo Unión Editorial. ISBN 978-987-45133-2-8.
- — (2015). El retorno al sendero de la decadencia argentina. Grupo Unión Editorial. ISBN 978-987-3677-18-2.
- (Coautor junto a Diego Giacomini) — (2017). Otra vez sopa: maquinita, infleta y devaluta. Ediciones B, Grupo Zeta. ISBN 978-987-6278-14-0.
- — (2018). Desenmascarando la mentira keynesiana: Keynes, Friedman y el triunfo de la Escuela Austriaca. Unión Editorial. ISBN 978-847-2097-27-8.
- — (2019). Libertad, libertad, libertad: Para romper las cadenas que no nos dejan crecer. Galerna. ISBN 978-847-2097-27-8.
- Pandenomics: La economía que viene en tiempos de megarrecesión, inflación y crisis global. Galerna. 2020. ISBN 978-950-556-779-9.
- — (2022). El camino del libertario. Planeta. ISBN 978-950-49-7539-7. OCLC 1305542962. (Retirado de la venta en España por tener «datos falsos».[555][556]
- — (2023). El fin de la inflación. Planeta. ISBN 978-950-49-7083-5.[620]
- — (2024). Capitalismo, socialismo y la trampa neoclásica. Planeta.[621][622]